# ウフィツィ美術館
ウフィツィ美術館（ウフィツィびじゅつかん、伊: Galleria degli Uffizi）、またはウッフィッツィ美術館は、イタリアのフィレンツェにあるルネサンス絵画で有名な美術館である。1591年より部分的に公開されており、近代式の美術館としてヨーロッパ最古のものの1つである。またイタリア国内の美術館としては収蔵品の質、量ともに最大のものである。1982年に世界遺産フィレンツェ歴史地区の一部として認定されている。
メディチ家歴代の美術コレクションを収蔵する美術館であり、イタリア・ルネサンス絵画の宝庫である。展示物は2,500点にのぼり、古代ギリシア、古代ローマ時代の彫刻から、ボッティチェッリ、レオナルド、ミケランジェロ、ラッファエッロらイタリア・ルネサンスの巨匠の絵画を中心に、それ以前のゴシック時代、以後のバロック、ロココなどの絵画が系統的に展示されている。

## 沿革

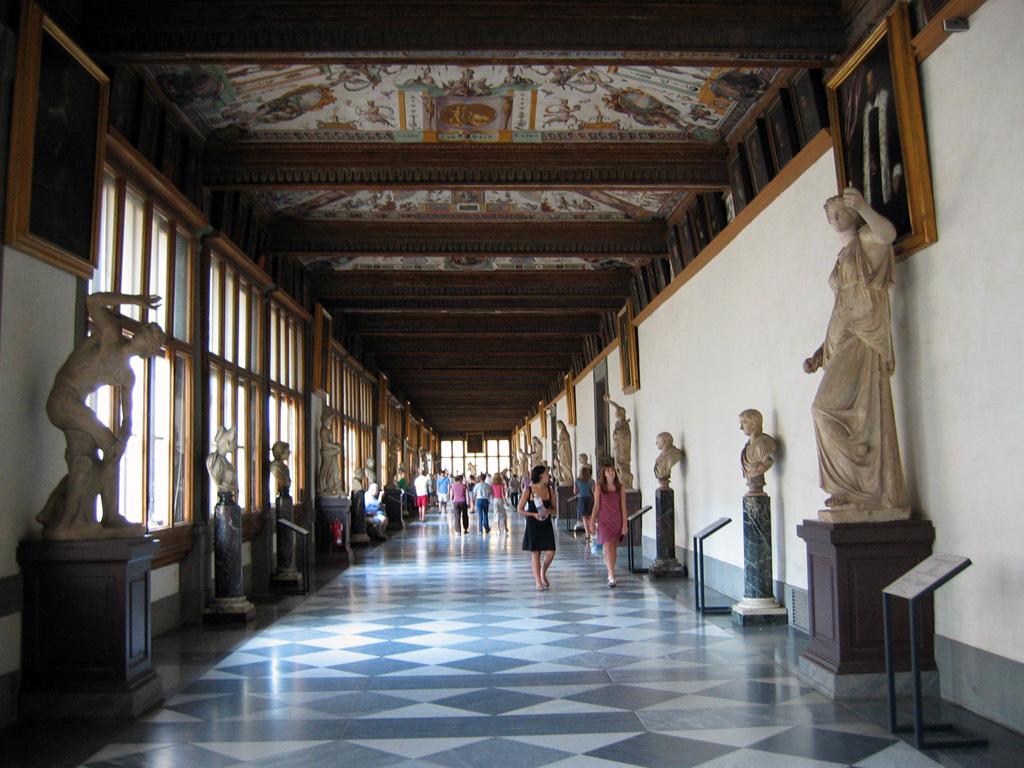
美術館内部

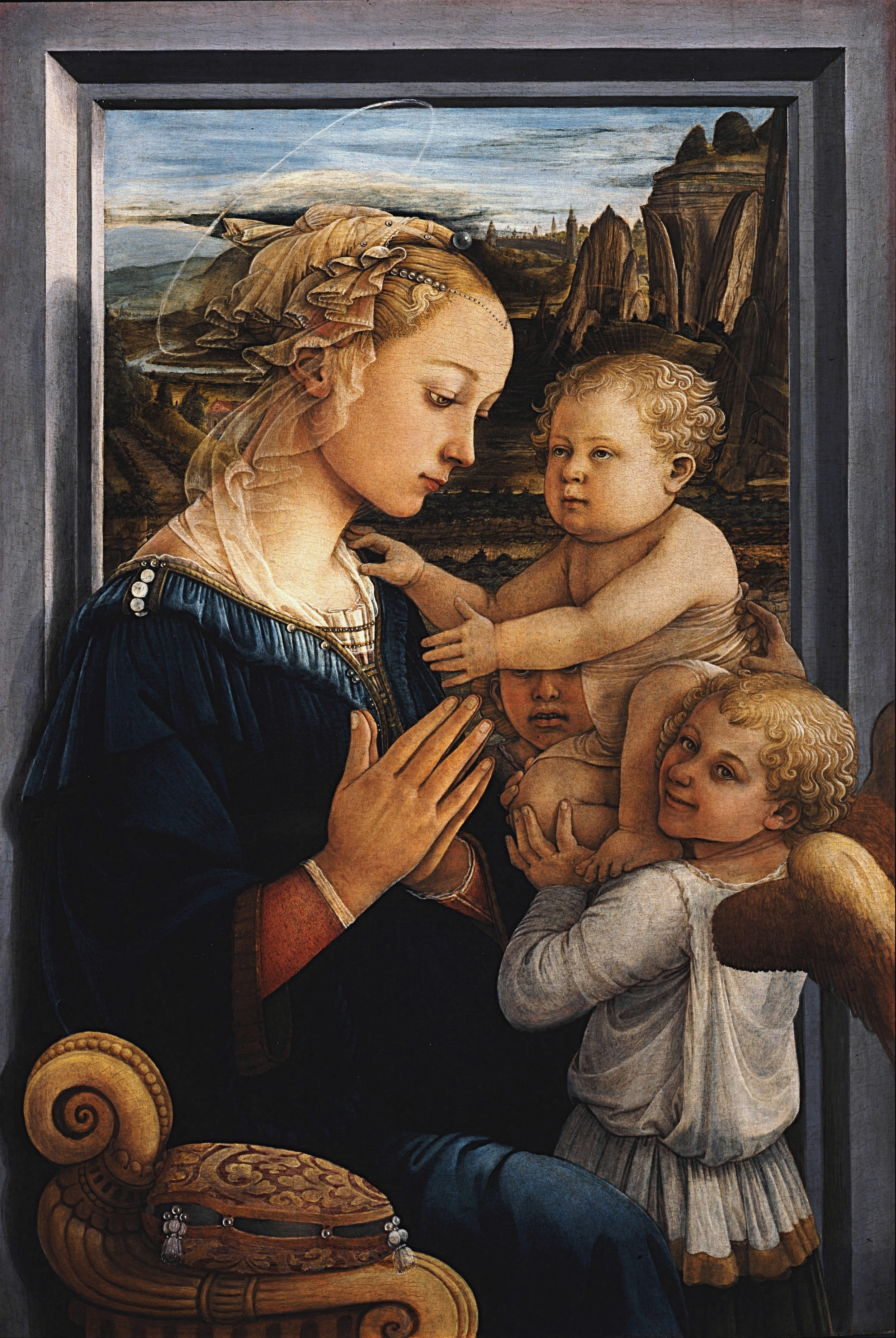
『聖母子と二人の天使』(1455-60年、フィリッポ・リッピ)

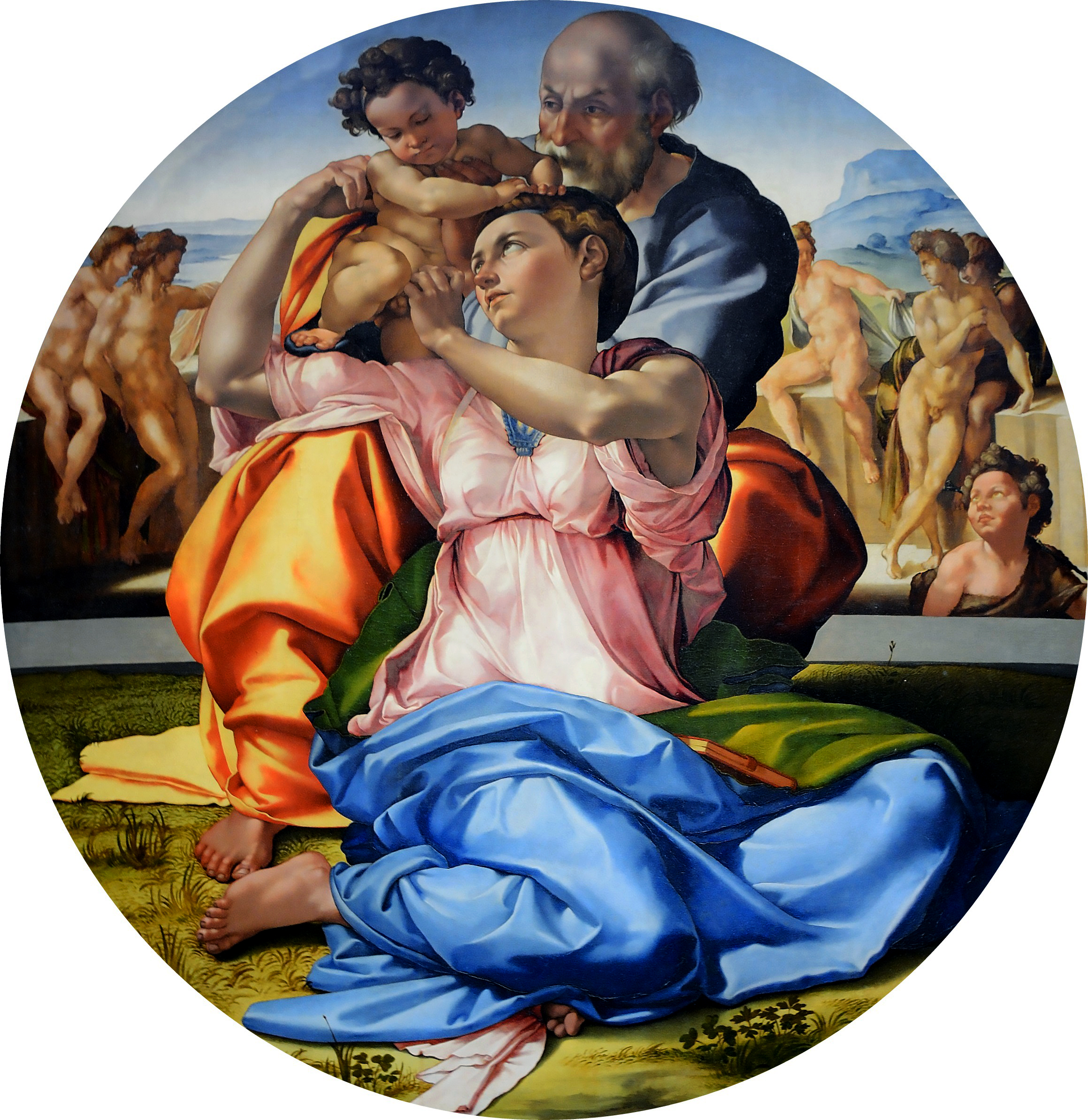
『聖家族』(1507年、ミケランジェロ・ブオナローティ)

美術館の建物は、ドーリア式の回廊の上に2階、3階部分が建設されたルネッサンス様式の建築物で、全体としては巨大なU字型をしている。
初代トスカーナ大公コジモ1世の治世下、ジョルジョ・ヴァザーリの設計で1560年に着工し、1580年に竣工したフィレンツェの行政機関の事務所がもとになっている。コジモ1世が当時あちこちに分かれていたフィレンツェの官庁をひとつの建物に収めさせたもので、建設時には周辺の一区画をすべて取り壊して建築が行われた。「ウフィツィ」 Uffizi の名はイタリア語の ufficio の複数形 uffici （英語の offices (オフィス) にあたる）の異綴に由来する。
アルノ川に面した川沿いの砂地に建築されており、基底部分は世界最初のコンクリート工法とも言われている。なお、コジモ1世とヴァザーリはともに1574年に没しており、建物の完成はコジモ1世の跡を継いだフランチェスコ1世と建築家ベルナルド・ブオンタレンティ（1536-1608）に引き継がれた。
コジモ1世は住まいであったピッティ宮殿から、ヴェッキオ橋の2階部分を通り、毎日通う庁舎（現・ウフィツィ美術館）へ至る約1kmの通路（ヴァザーリの回廊）も造らせた。これもヴァザーリの設計で、1565年に半年足らずの工期で完成した。回廊の中には700点を超える絵画があり、中でも肖像画コレクションは有名であるが、ウフィツィ美術館本館とは別の扱いとなっており、見学にも別の予約が必要となる。
フランチェスコ1世は、1579年から1581年にかけて庁舎3階の廊下天井にグロテスク模様の装飾を施し、この頃からこの庁舎でメディチ家の持つ古代彫刻などの美術品を収容、展示するようになった。同じ頃、3階には美術品を飾る八角形の部屋「トリブーナ」を増築させ、ベルナルド・ブオンタレンティがモザイクや真珠貝象嵌によるこの部屋の装飾を担当した。その後1591年から3階部分を公開したのが美術館の始まりで、これらは建築当初からコジモ1世の構想にあったといわれる。
1737年、メディチ家出身の最後のトスカーナ大公であるジャン・ガストーネが後継者を残さず死去し、メディチ家は断絶した。メディチの血を引く唯一の相続人であったアンナ・マリア・ルイーザは、「メディチ家のコレクションがフィレンツェにとどまり、一般に公開されること」を条件に、すべての美術品をトスカーナ政府に寄贈した。
ウフィツィ美術館は1769年、ハプスブルク＝ロートリンゲン家のレオポルド1世（後の神聖ローマ皇帝レオポルト2世）の時代に一般に公開されるようになった。彼は古代学者ルイジ・ランディを顧問としてコレクションの分類整理に着手し、それまで収蔵されていたマジョルカ陶器、武具類、科学部門のコレクションを他の博物館へ移管したり、売却したりした。19世紀後半には、ロマネスク以降の彫刻がフィレンツェ市内の国立バルジェロ美術館へ、エトルリアなどの考古遺物がフィレンツェ考古学博物館へ、それぞれ移管され、ウフィツィ美術館は絵画館としての性格を強めていく。この間にも絵画のコレクションは強化されていった。たとえば、レオナルド・ダ・ヴィンチの著名な『受胎告知』は、1865年に受贈したフェローニ・コレクションにあったものである。
1993年5月27日、美術館近くで自動車爆弾による爆発があり、通行人ら5人が死亡、50人以上が重軽傷を負った。建物の一部も壊れ、一部の美術品や資料も被害を受けた。

## 収蔵品
Category:ウフィツィ美術館所蔵の絵画も参照
2階と3階が美術館になっており、2階はデッサンと版画作品を中心に展示、3階は主に油絵作品を展示している。2004年現在45の展示室を持ち、それ以外にも廊下部分にさまざまな彫刻の展示がされている。また、2007年までに展示スペースを約二倍にする改修作業が行われた。
イタリア・ルネサンス絵画の最も重要な収集がある美術館であり、とりわけ13世紀末のルネサンス黎明期から14世紀の国際ゴシック様式、そして15世紀全般の初期ルネサンス絵画については、質量ともに比類のない収集である。
ルネサンス以前では、チマブーエ、ドゥッチオ・ディ・ブオニンセーニャ、ジョット・ディ・ボンド―ネなどビザンチン美術からルネサンス美術への序章となった13世紀末以降の画家たちの大作に加え、14-15世紀のシエナ派を中心とする国際ゴシック様式のシモーネ・マルティ―ニ、 ロレンツォ・モナコ、ジェンティーレ・ダ・ファブリアーノらの代表作の数々を見ることができる。15世紀全般の初期ルネサンスについては、マサッチオ、フラ・アンジェリコ、フィリッポ・リッピ、ドメニコ・ヴェネツィアーノ、ドメニコ・ギルランダイオ、アントニオ・デル・ポッライオーロ、ピエロ・デラ・フランチェスカ、アンドレア・マンテーニャ、サンドロ・ボッティチェッリ、ペルジーノ、ルカ・シニョレッリ、レオナルド・ダ・ヴィンチ、フィリッピーノ・リッピなどの傑作、大作が豊富に展示されている。中でもボッティチェッリの収集は、質量ともにほかに類を見ない、傑出したものである。
また16世紀の盛期ルネサンスのミケランジェロ・ブオナローティ、ラファエロ・サンティ、アンドレア・デル・サルト、コレッジョなどの代表作は言うに及ばないが、ヤコポ・ダ・ポントルモ、パルミジャニーノ、アーニョロ・ブロンズィーノなどマニエリスム期の作品群も圧倒的で、ウフィツィ美術館を抜きにしては語れないほど傑出している。
美術館の中核となっているのは、フィレンツェを含む中部イタリアの絵画であるが、それのみにとどまらずヴェネツィア派のジョヴァンニ・ベッリーニ、ジョルジョーネ、ティツィアーノ・ヴェチェッリオ、ティントレット、パオロ・ヴェロネーゼを初めイタリア各地の絵画も幅広く展示されており、13世紀から16世紀までの著名なイタリアの画家は、代表的な傑作によってほぼ完全に網羅されている。さらに17世紀および18世紀のイタリア絵画についても、主要な画家 (アンニーバレ・カラッチ、ミケランジェロ・メリージ・ダ・カラヴァッジオ、グイド・レーニ、ジョヴァンニ・バッティスタ・ティェポロ、カナレットなど) の名品が系統的に展示されている。
イタリア以外のヨーロッパ各国の絵画にも、傑作の数々が含まれていることは特筆に値する。とりわけ初期フランドル派のロヒール・ファン・デル・ウェイデン、ハンス・メムリンク、フーゴー・ファン・デル・グース、ドイツ・ルネサンスのアルブレヒト・デュ―ラー、ルーカス・クラナッハ、アルブレヒト・アルトドルファー、ハンス・ホルバインなどには、代表的な重要作が所蔵されている。また17世紀フランドル、オランダ絵画では、ピーテル・パウル・ルーベンス、アンソニー・ヴァン・ダイク、レンブラント・ファン・レインらの傑作がある。加えてフランス絵画では、クロード・ロラン、ジャン・シメオン・シャルダン、スペイン絵画では、フランシスコ・デ・スルバラン、フランシスコ・デ・ゴヤらの名品も展示されている。
以上の画家の作品のほかに、ウフィツィ美術館には、西洋絵画史上に名を遺す多数の画家の自画像の重要なコレクションがある。
日本との関係
2008年、日本人版画家として初めて、浜田知明の代表作『初年兵哀歌』などの銅版画19点が展示、収蔵された。
2012年、日本の東京富士美術館から、レオナルド・ダ・ヴィンチのアンギアーリの戦いの一場面を描いたとされる絵画『タヴォラ・ドーリア』が寄贈された。

## ギャラリー

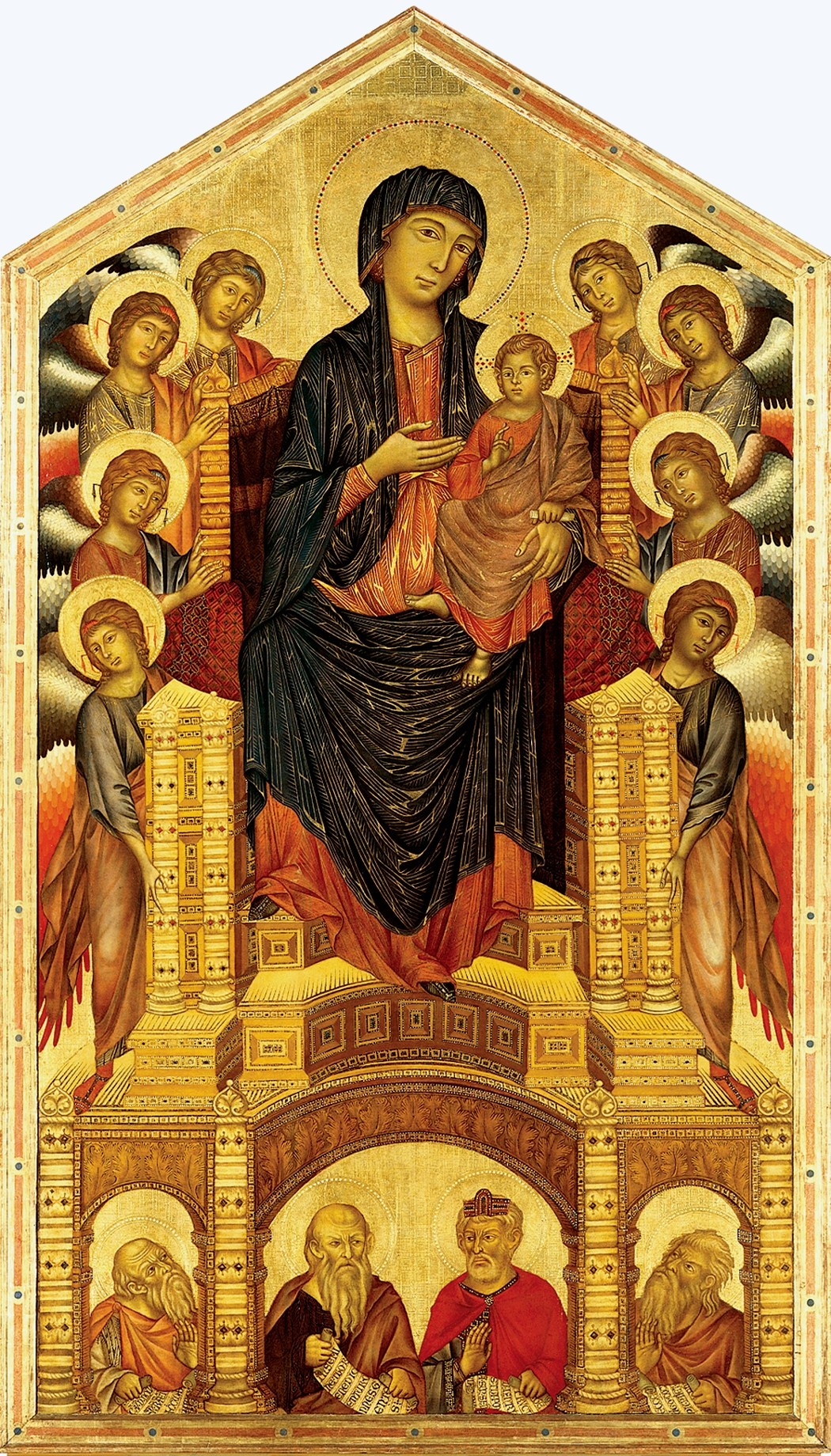
『サンタ・トリニタの聖母』(1280-1290年、チマブーエ)
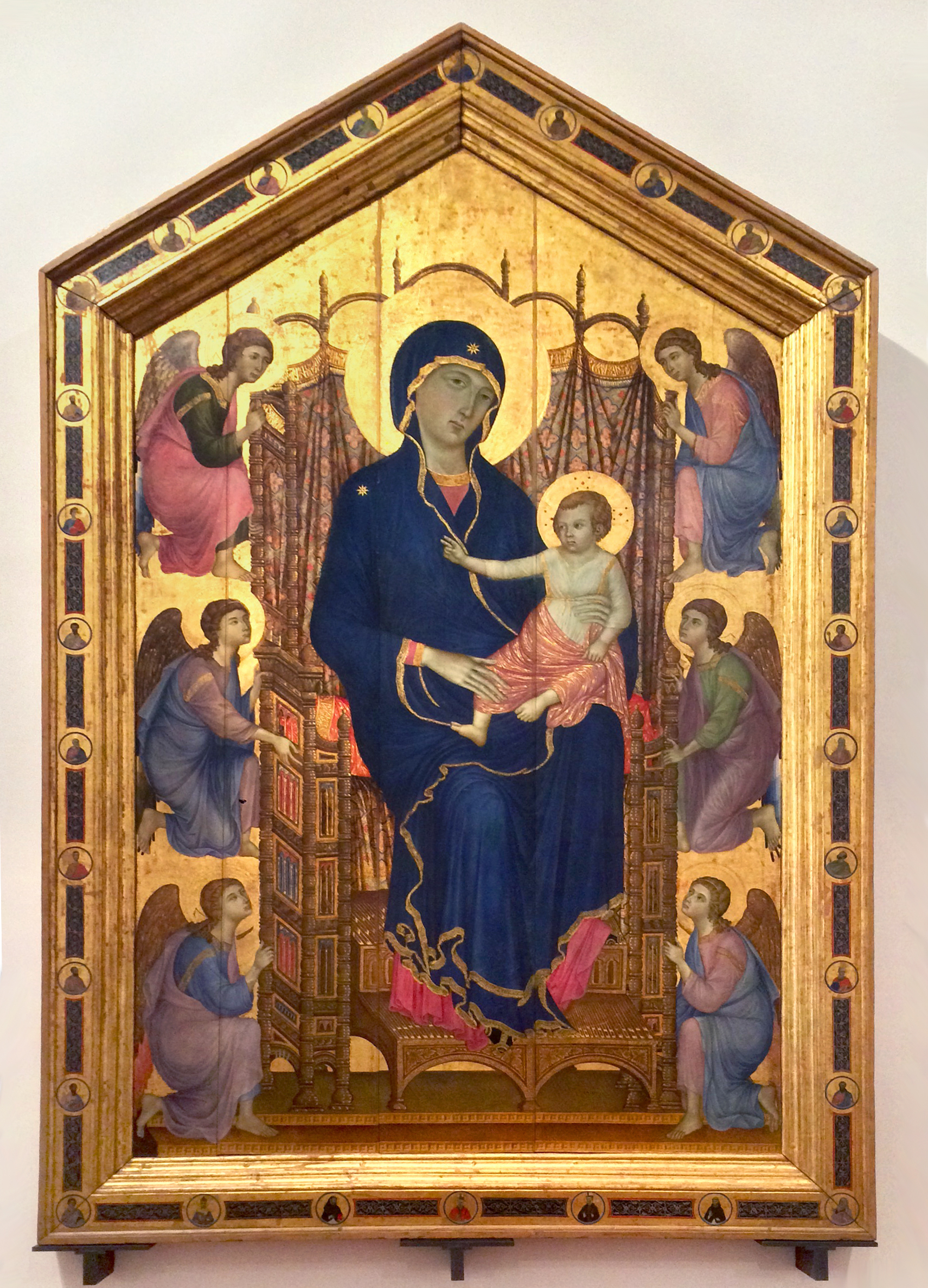
『ルチェッライの聖母』(1285年、ドゥッチオ・ディ・ブオニンセーニャ)
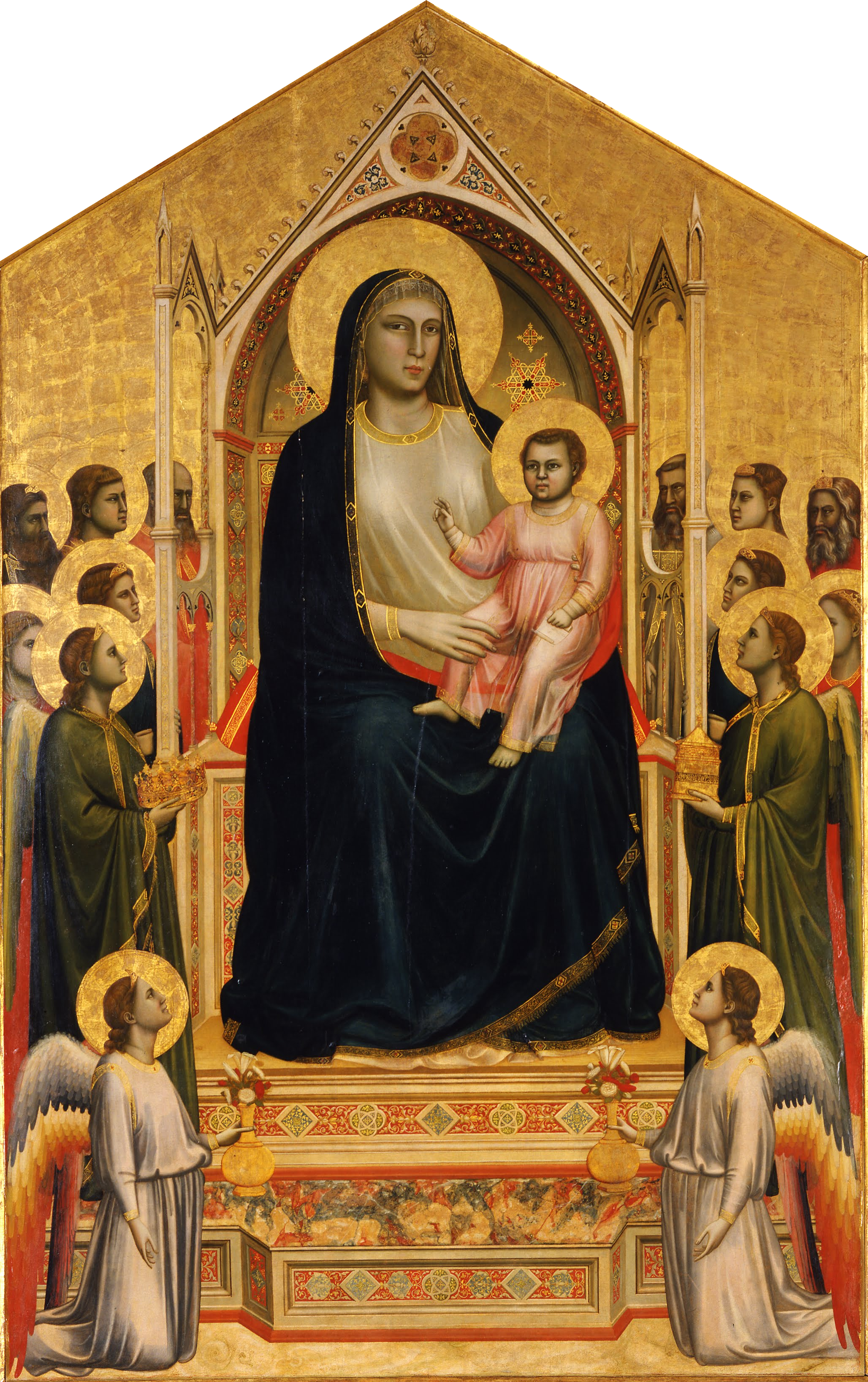
『オンニサンティの聖母』(1310年頃、ジョット・ディ・ボンド―ネ)
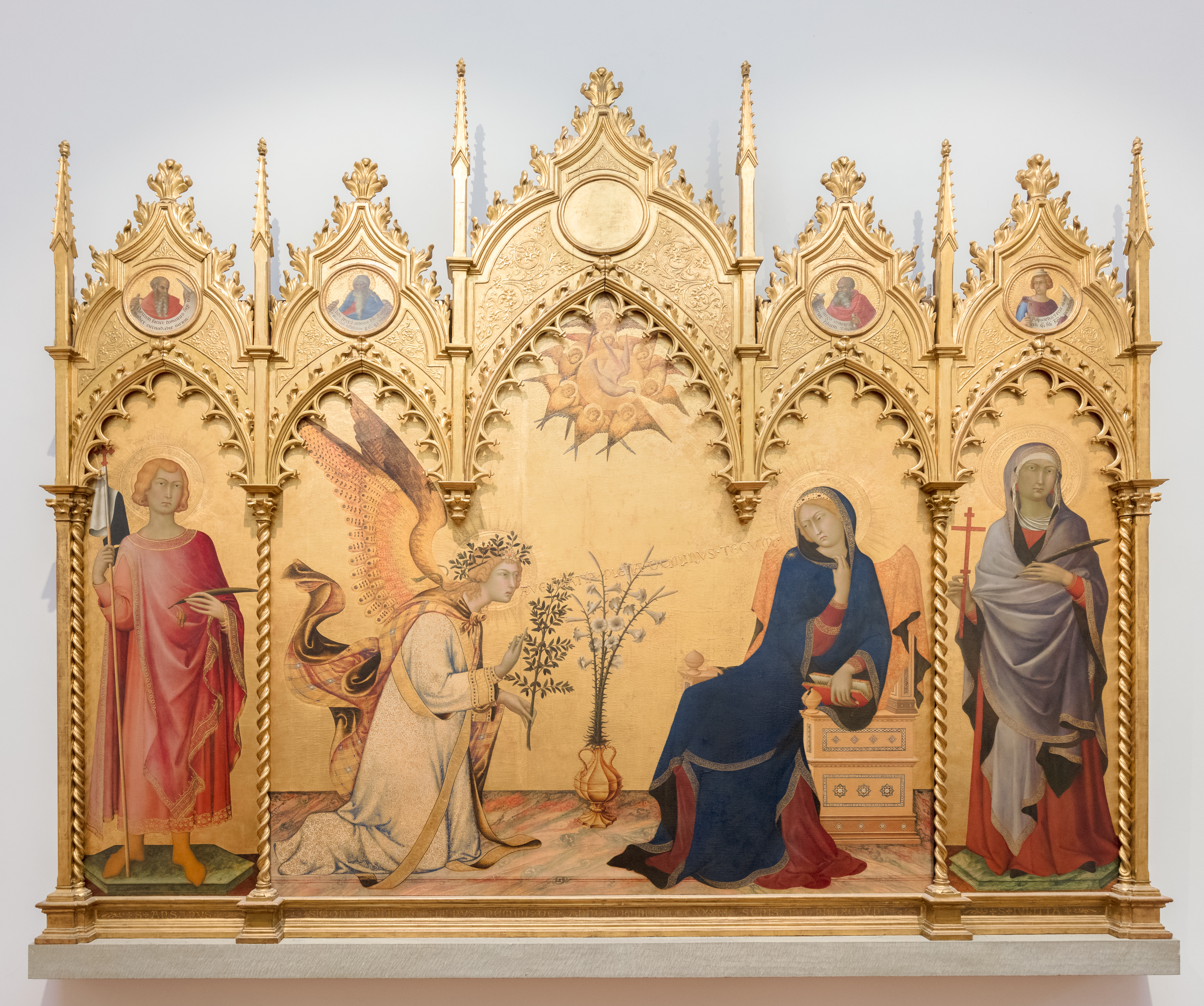
『聖女マルガリータと聖アンサヌスのいる受胎告知』(1333年、シモーネ・マルティーニ)
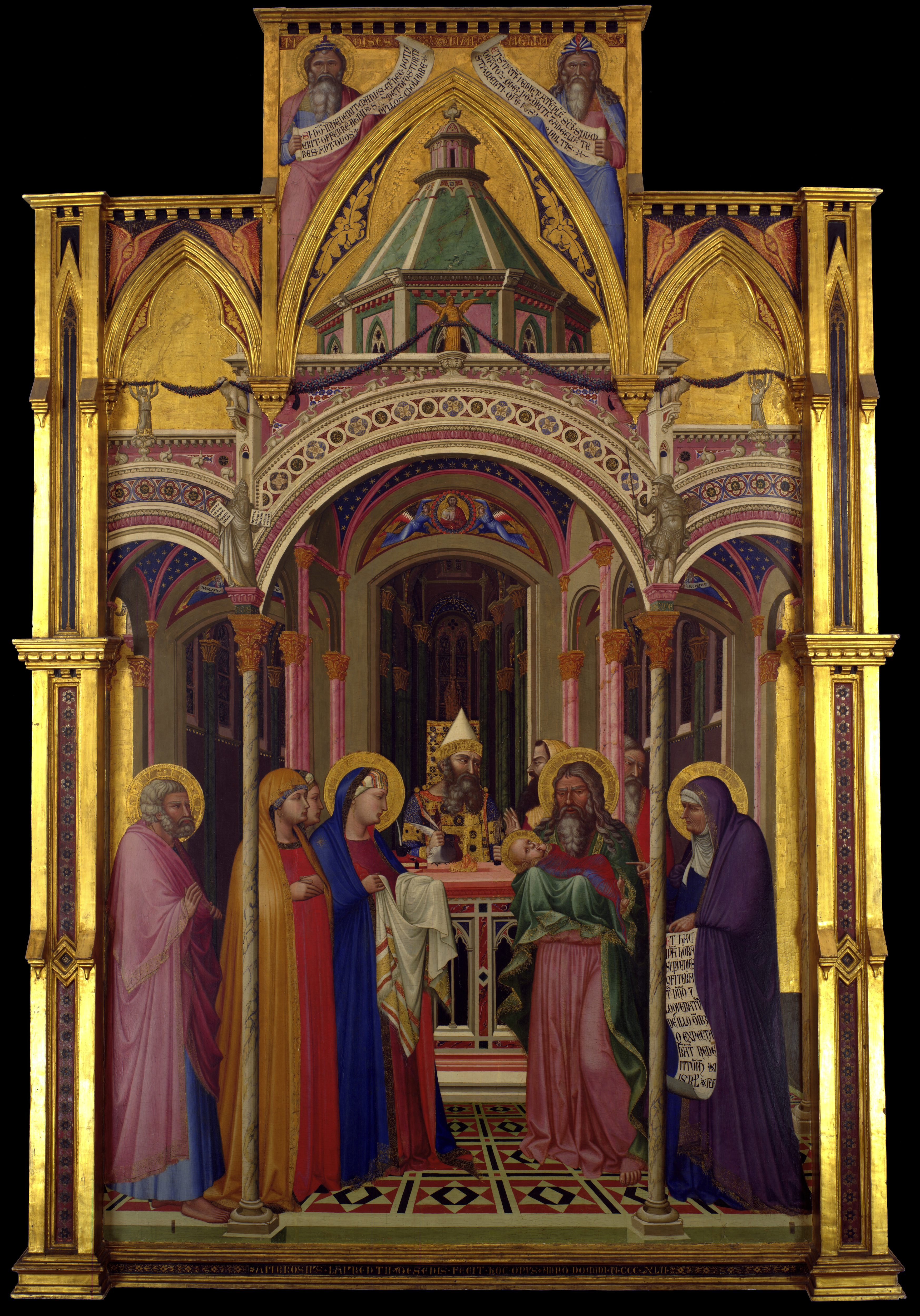
『神殿奉献』(1342年、アンブロ―ジョ・ロレンツェッティ)
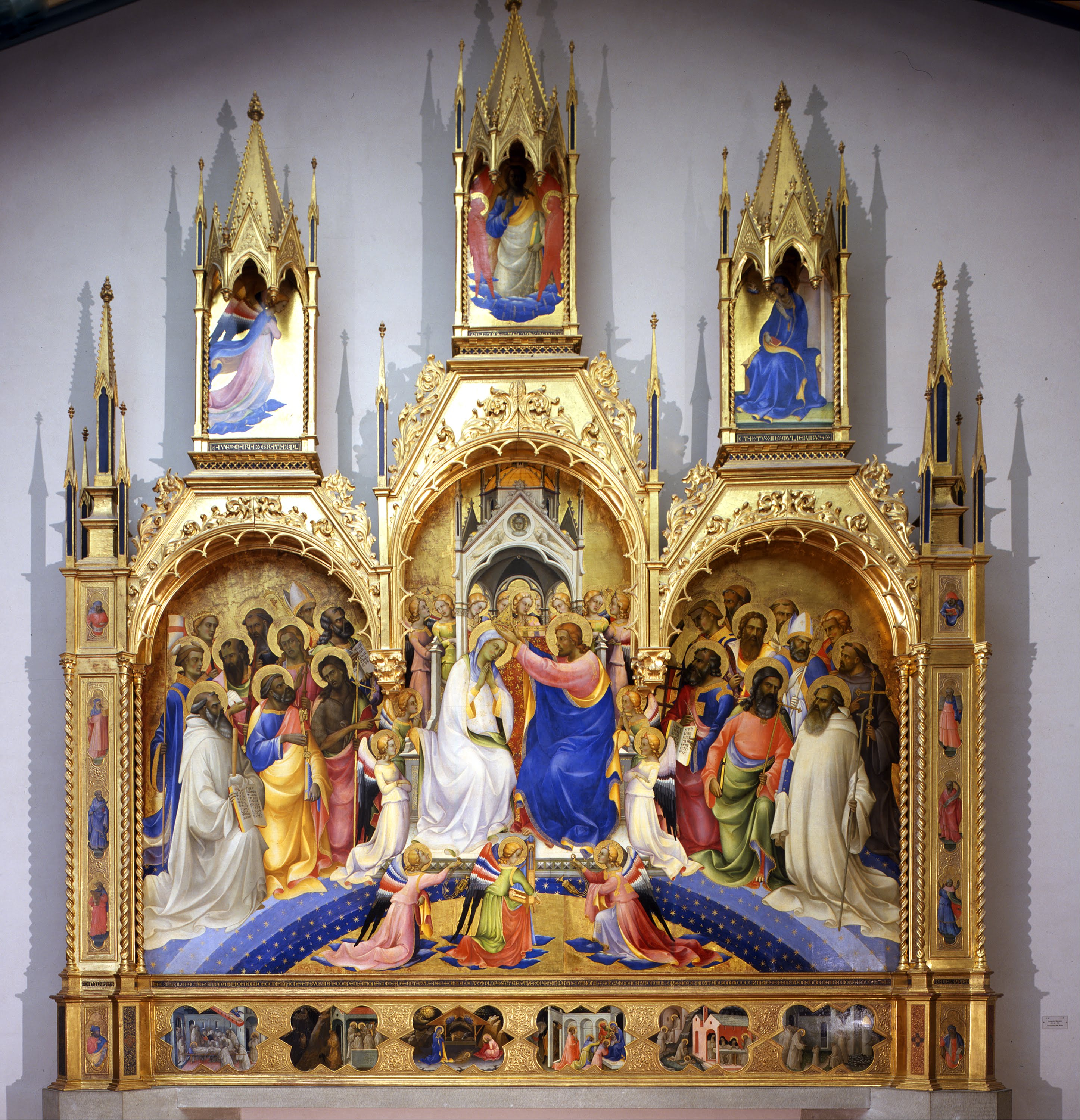
『聖母戴冠』(1414年、ロレンツォ・モナコ)
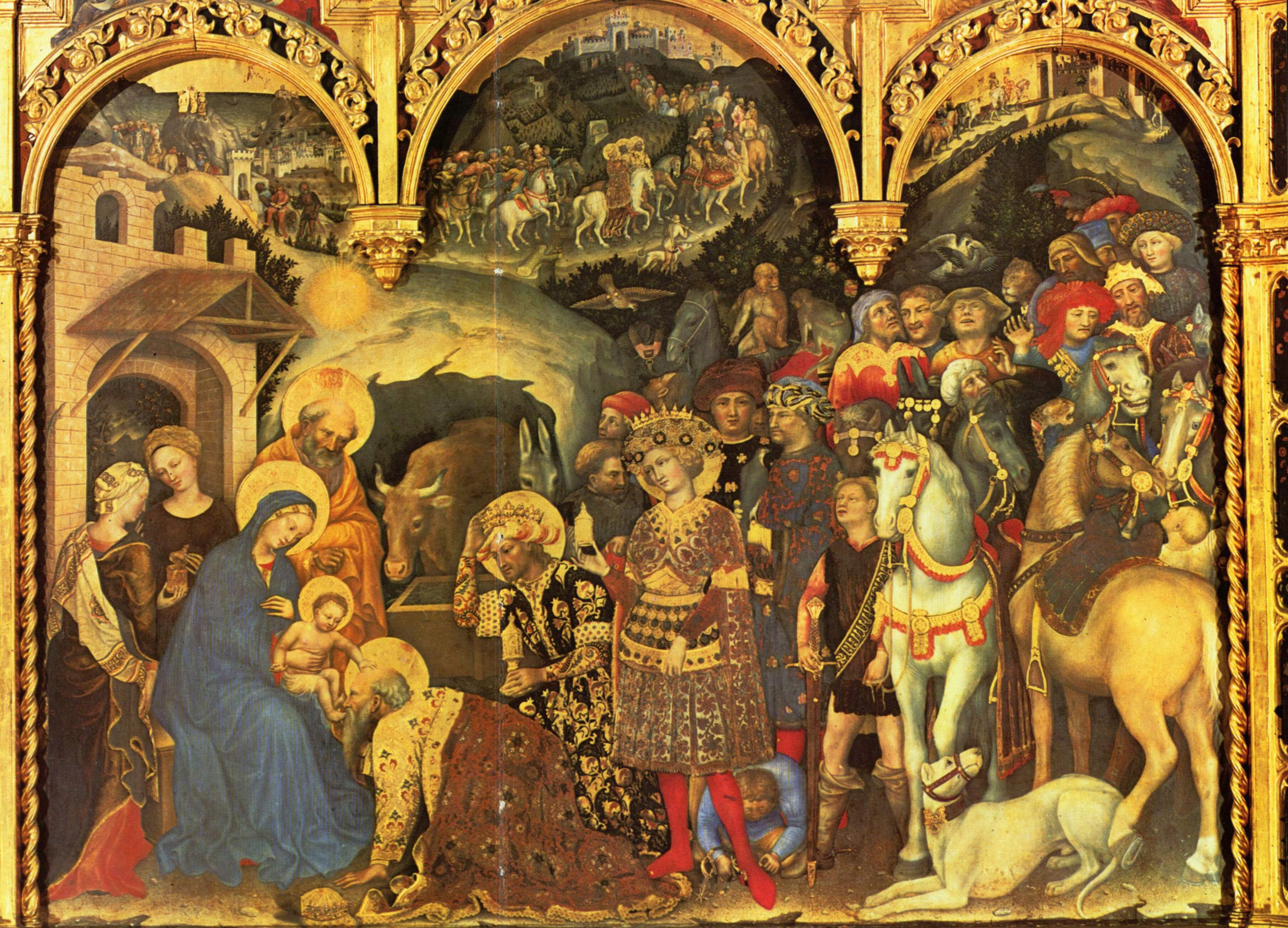
『東方三博士の礼拝』(1423年、ジェンティーレ・ダ・ファブリアーノ)
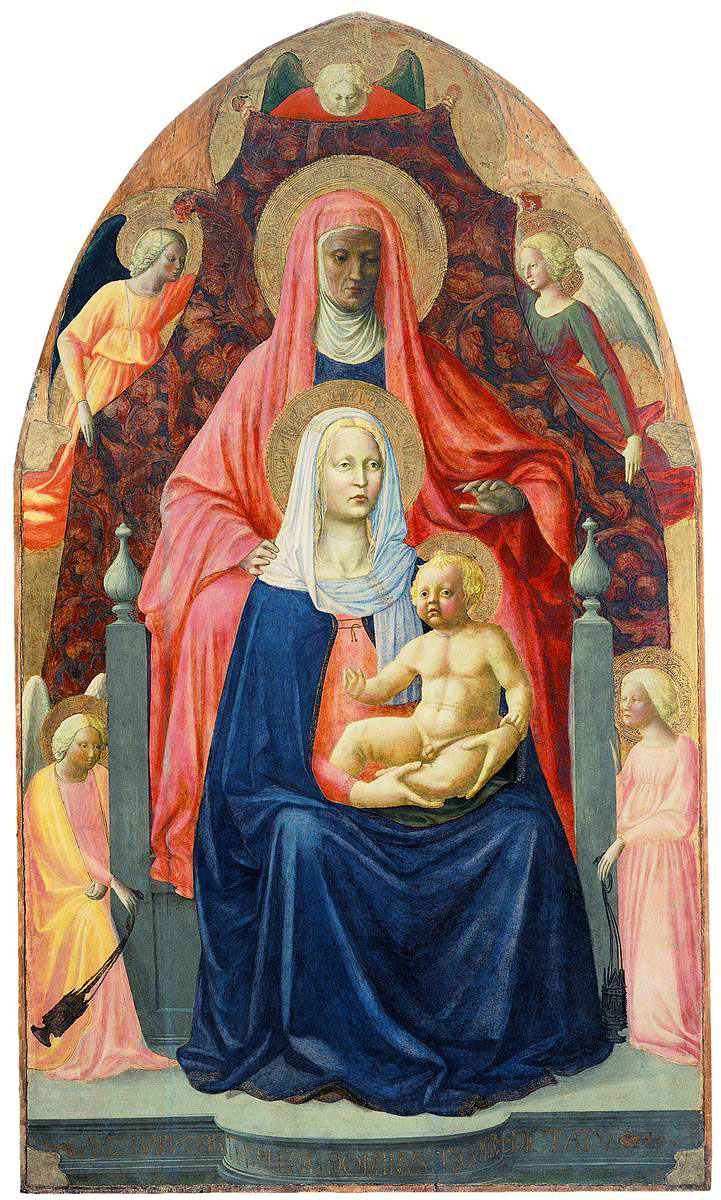
『聖アンナと聖母子』(1424-1425年頃、マサッチオとマソリーノ)
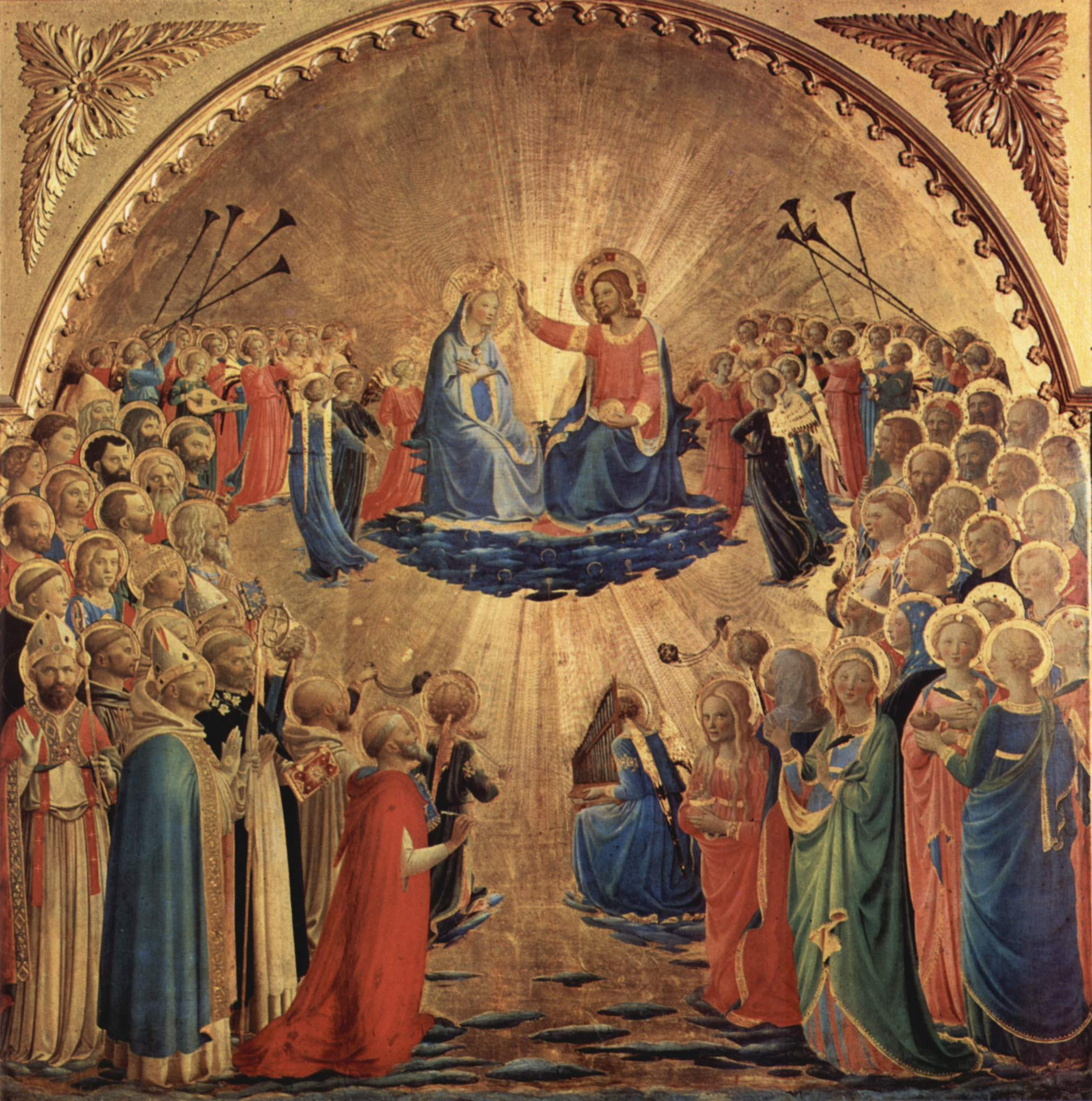
『聖母戴冠』(1434-1435年頃、フラ・アンジェリコ)
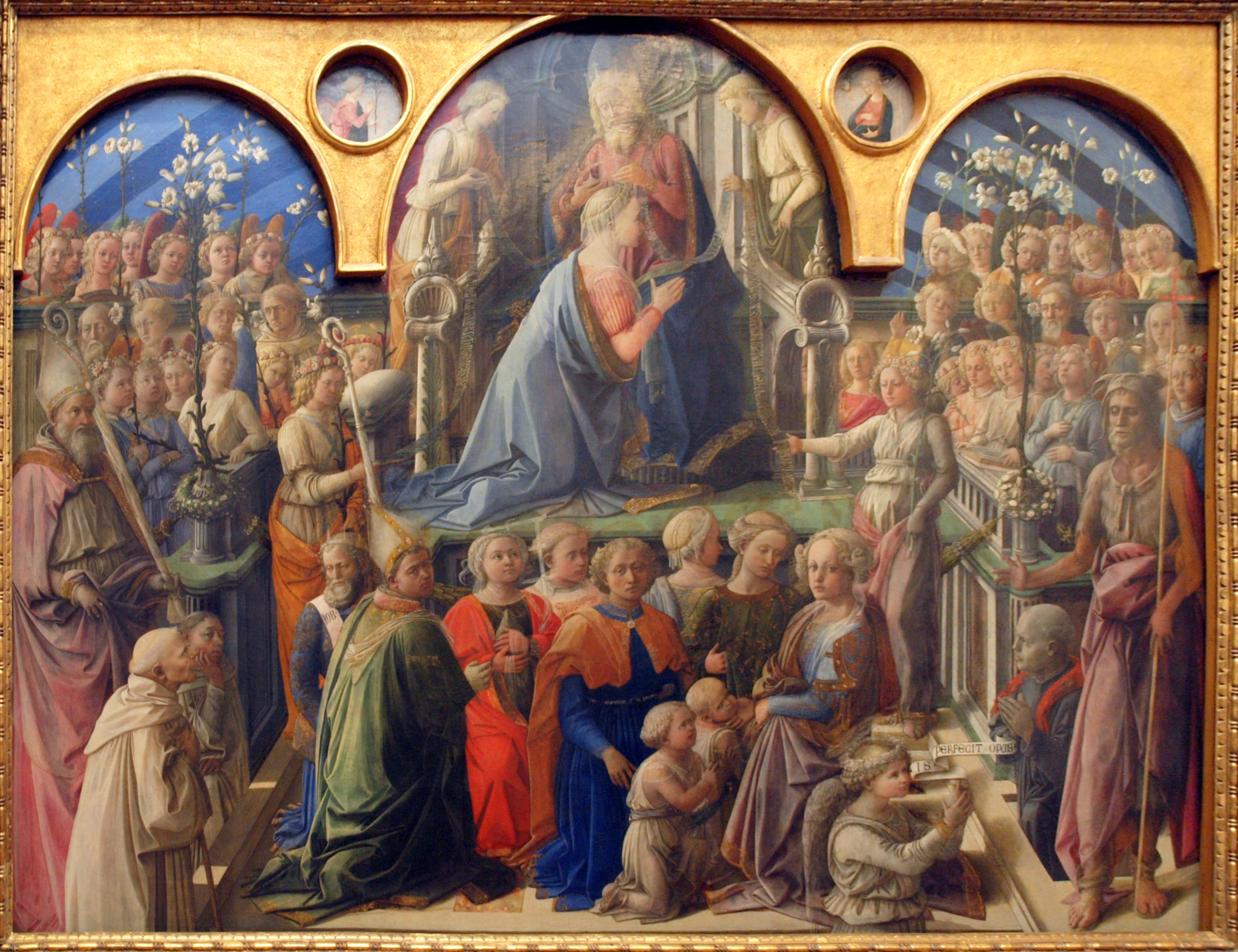
『聖母戴冠』(1441-1447年、フィリッポ・リッピ)
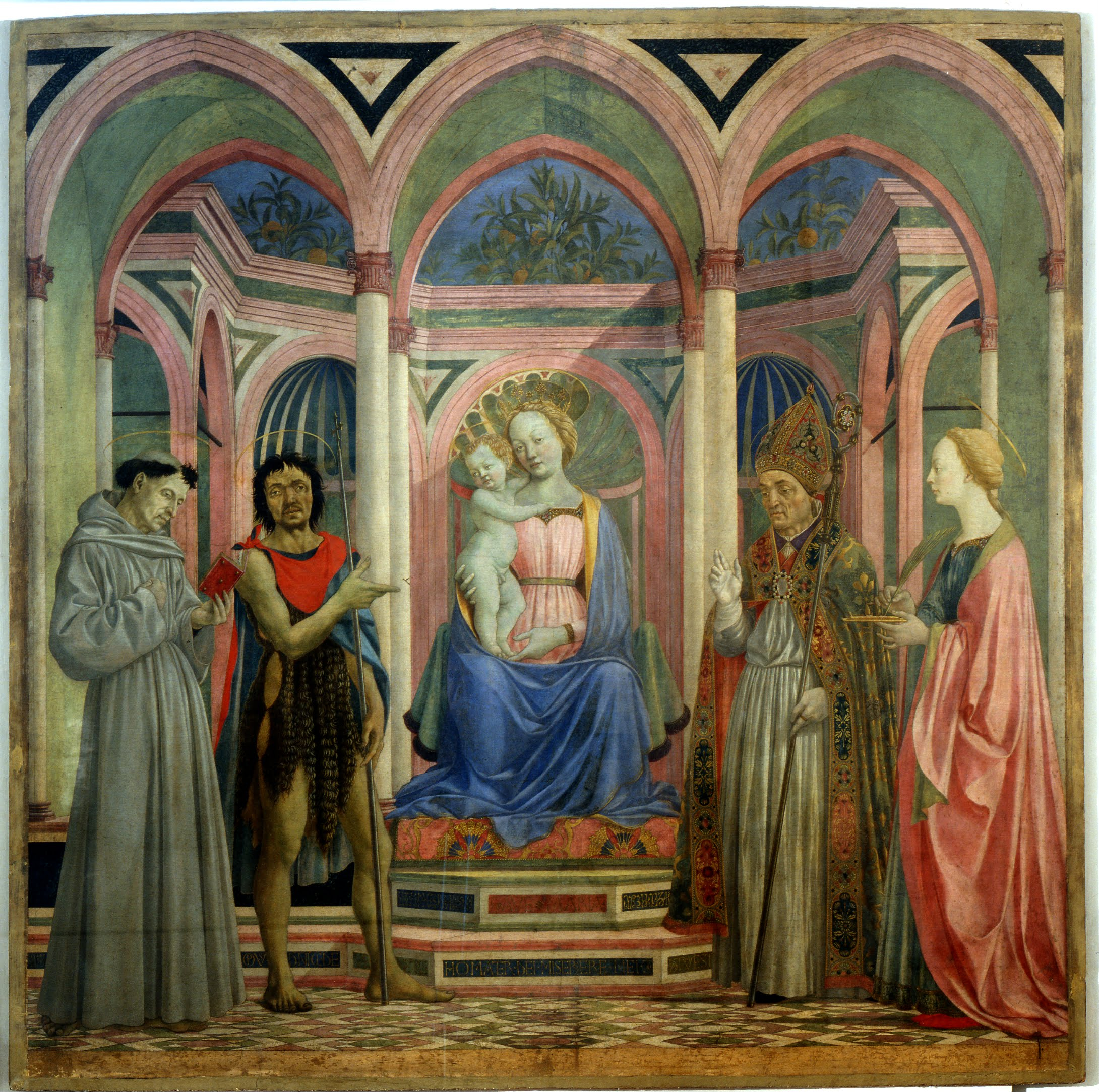
『サンタ・ルチア・デ・マニョーリ祭壇画』(1445-1447年頃、ドメニコ・ヴェネツィアーノ)
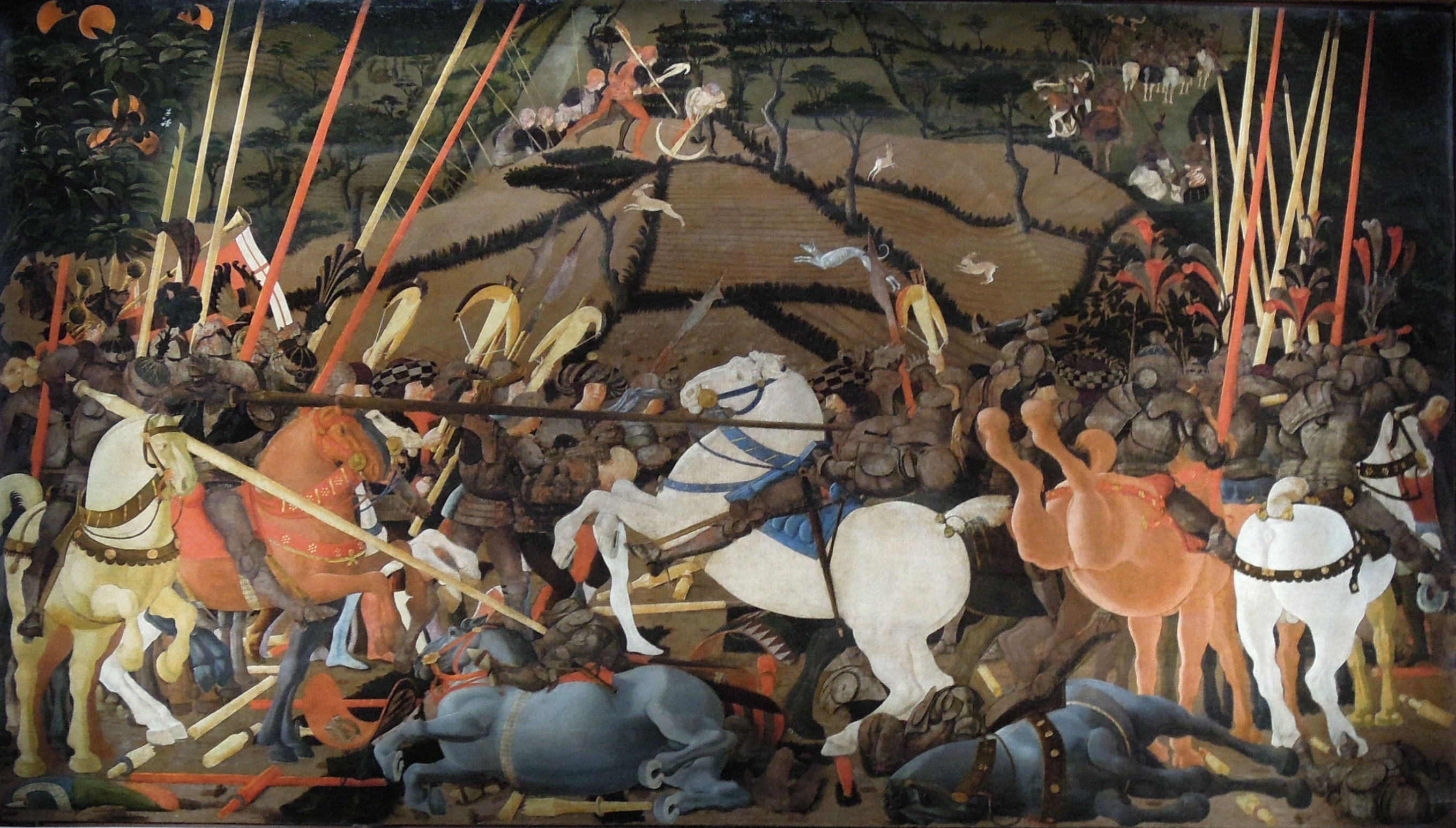
『サン・ロマーノの戦い』(1450年代頃、パオロ・ウッチェロ)
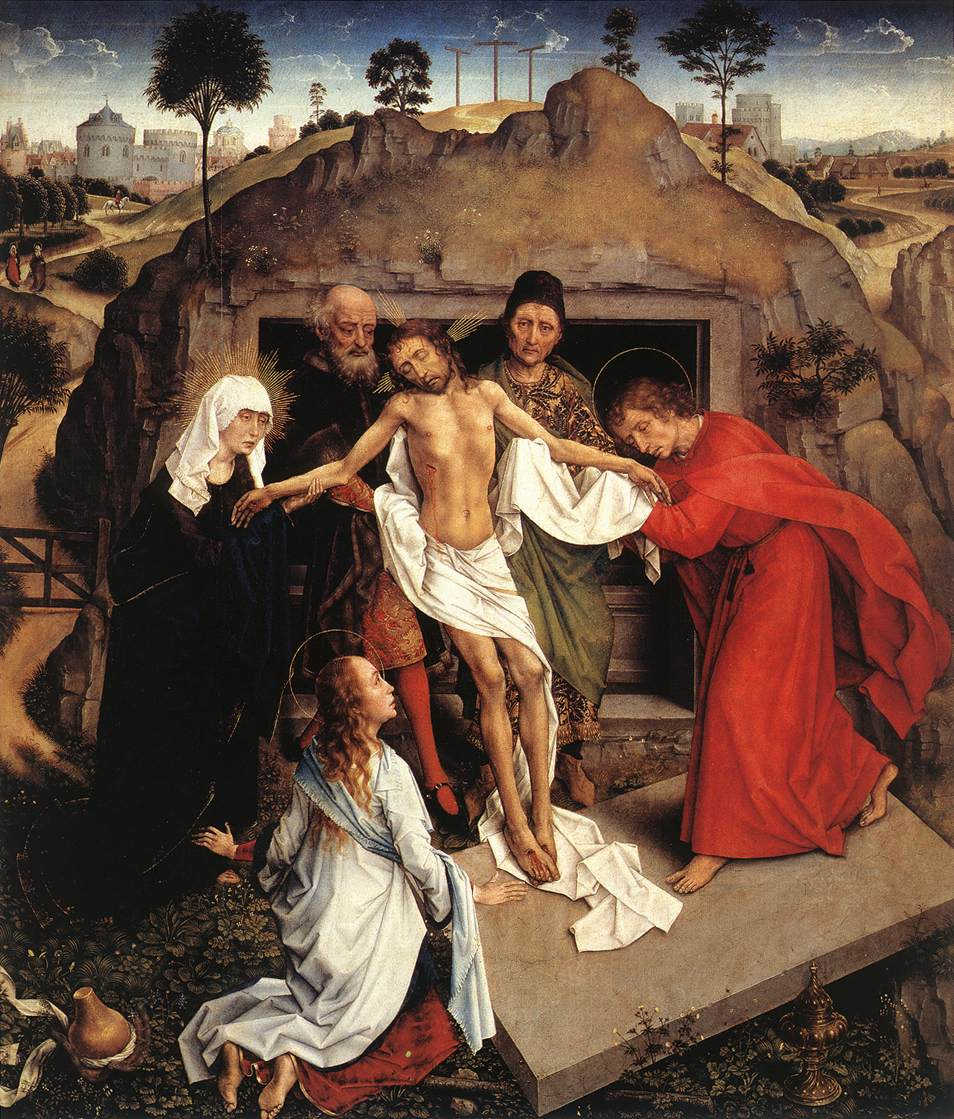
『キリストの哀悼』(1460-1463年頃、ロヒール・ファン・デル・ウェイデン)
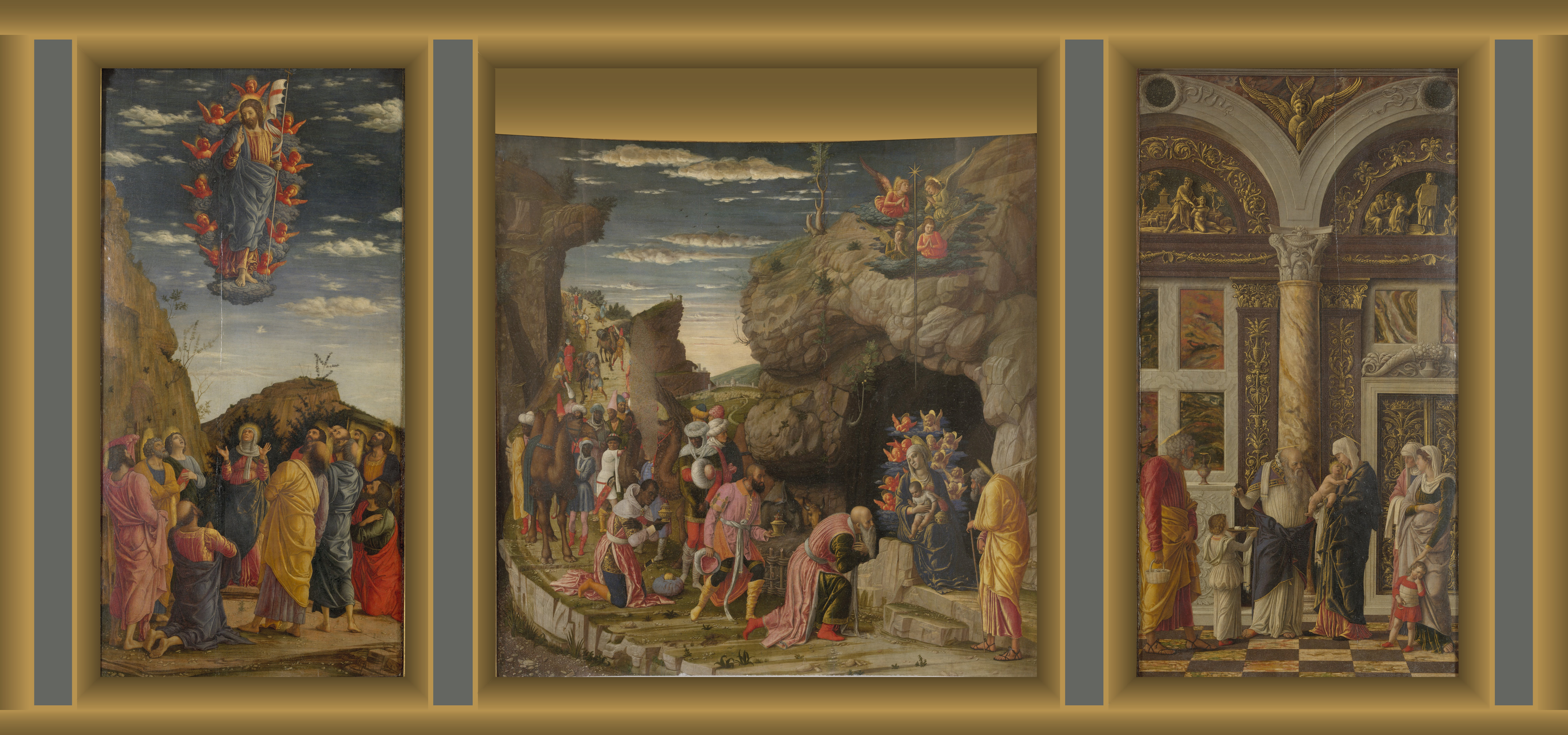
『東方三博士の礼拝』(1462年、アンドレア・マンテーニャ)
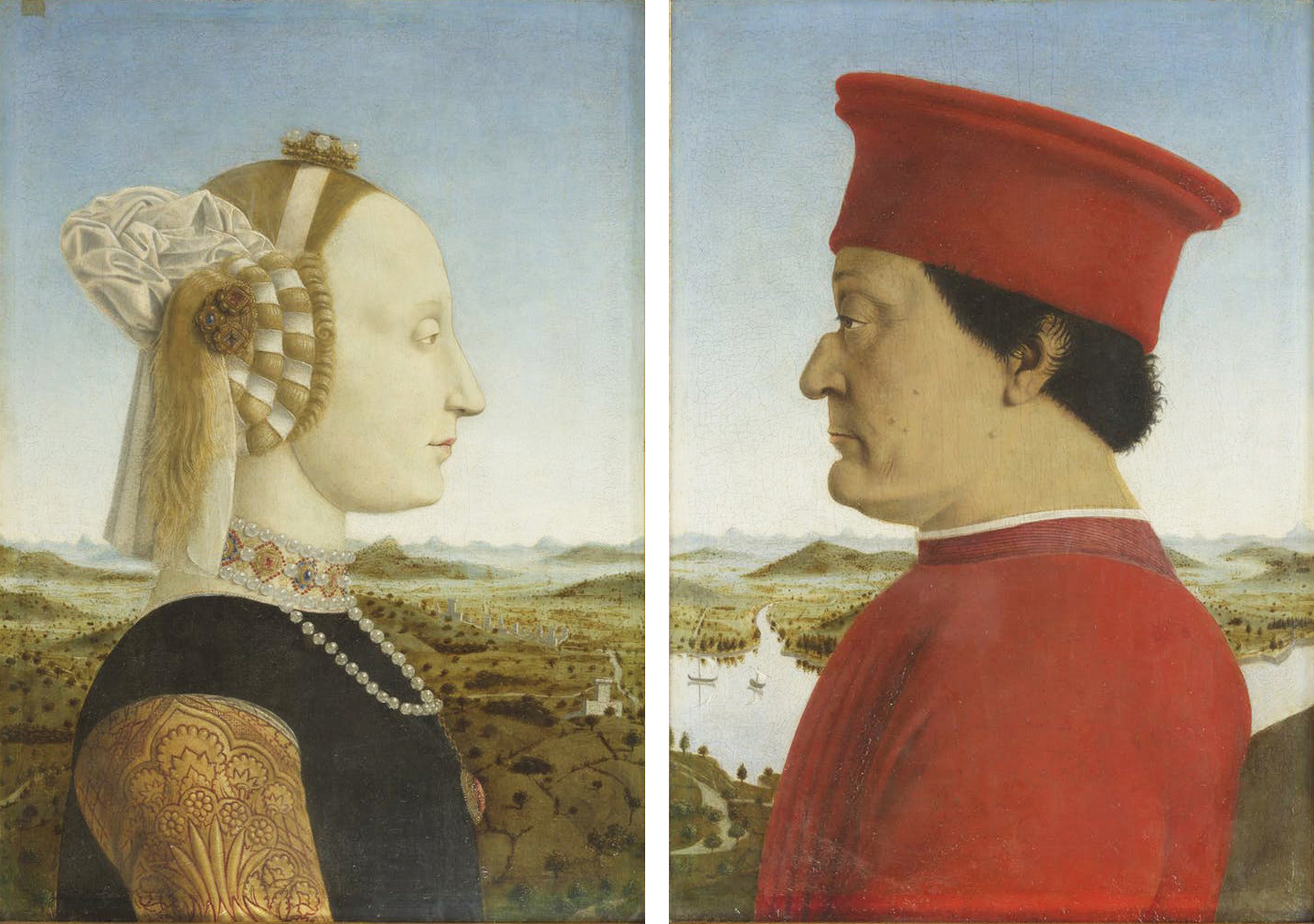
『ウルビーノ公夫妻像』＜対画肖像作品＞（1472-74年頃、ピエロ・デラ・フランチェスカ）
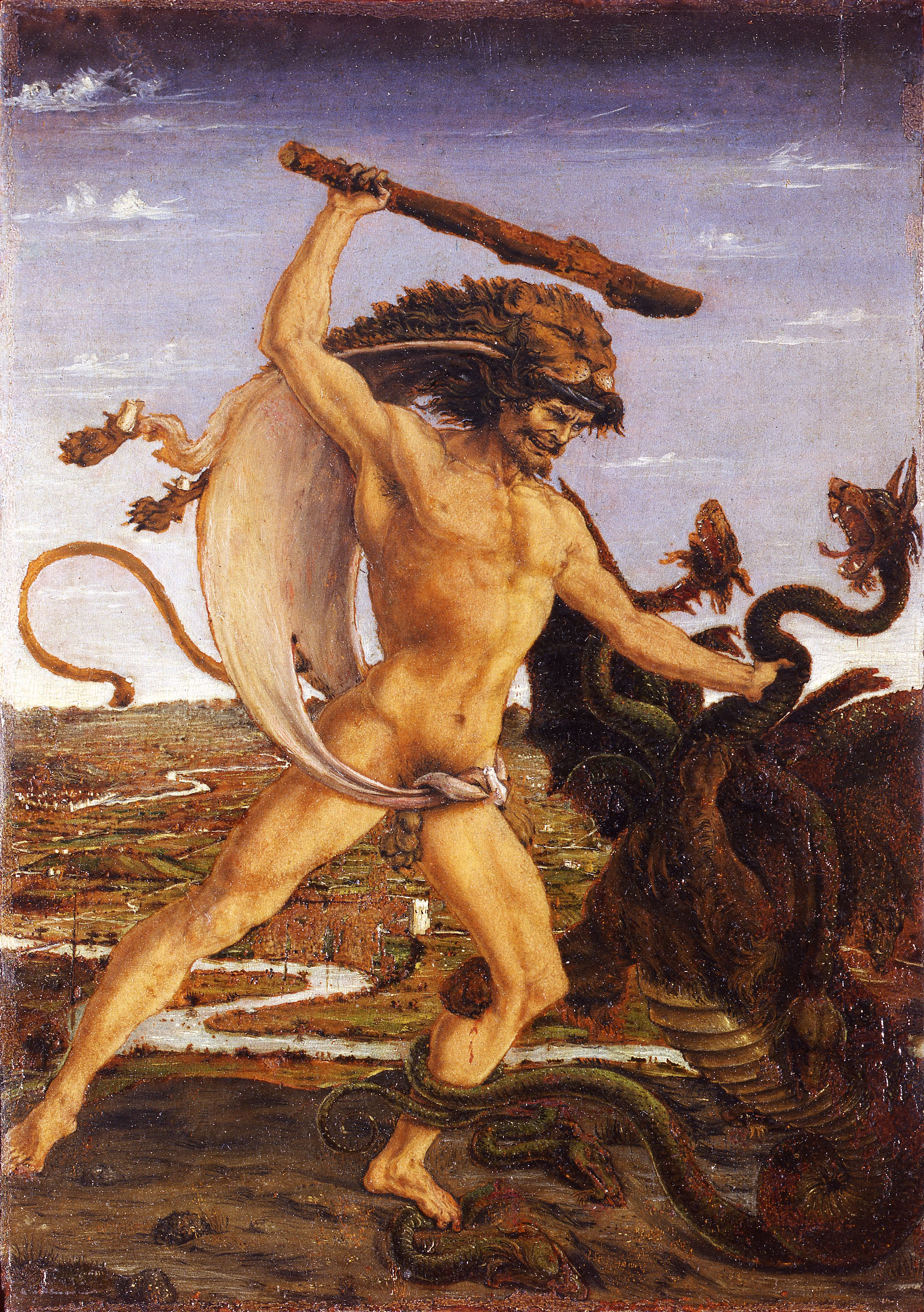
『ヘラクレスとヒュドラ』(1473年頃、アントニオ・デル・ポッライオ―ロ)
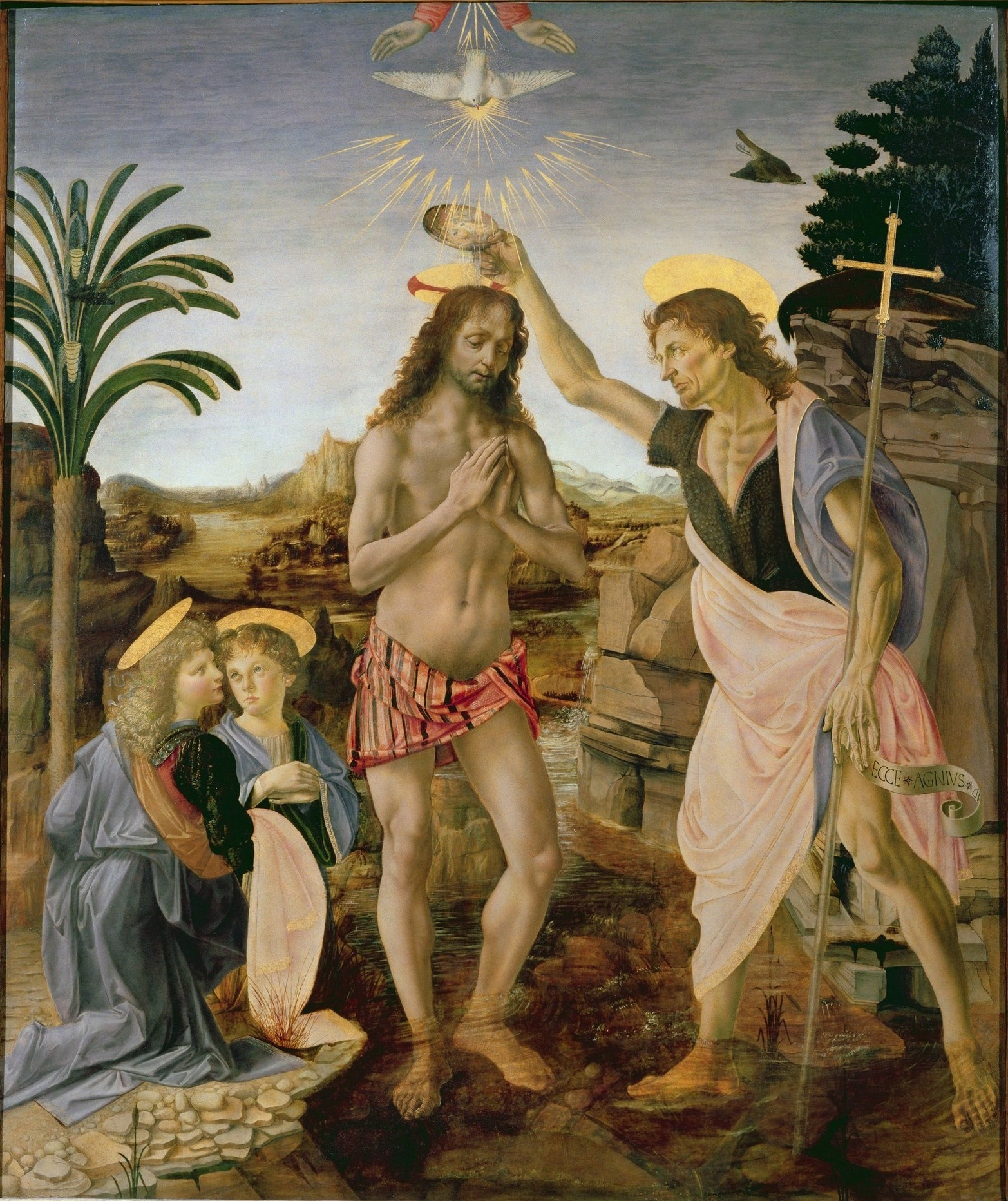
『キリストの洗礼』（1475年頃、アンドレア・デル・ヴェロッキオ）
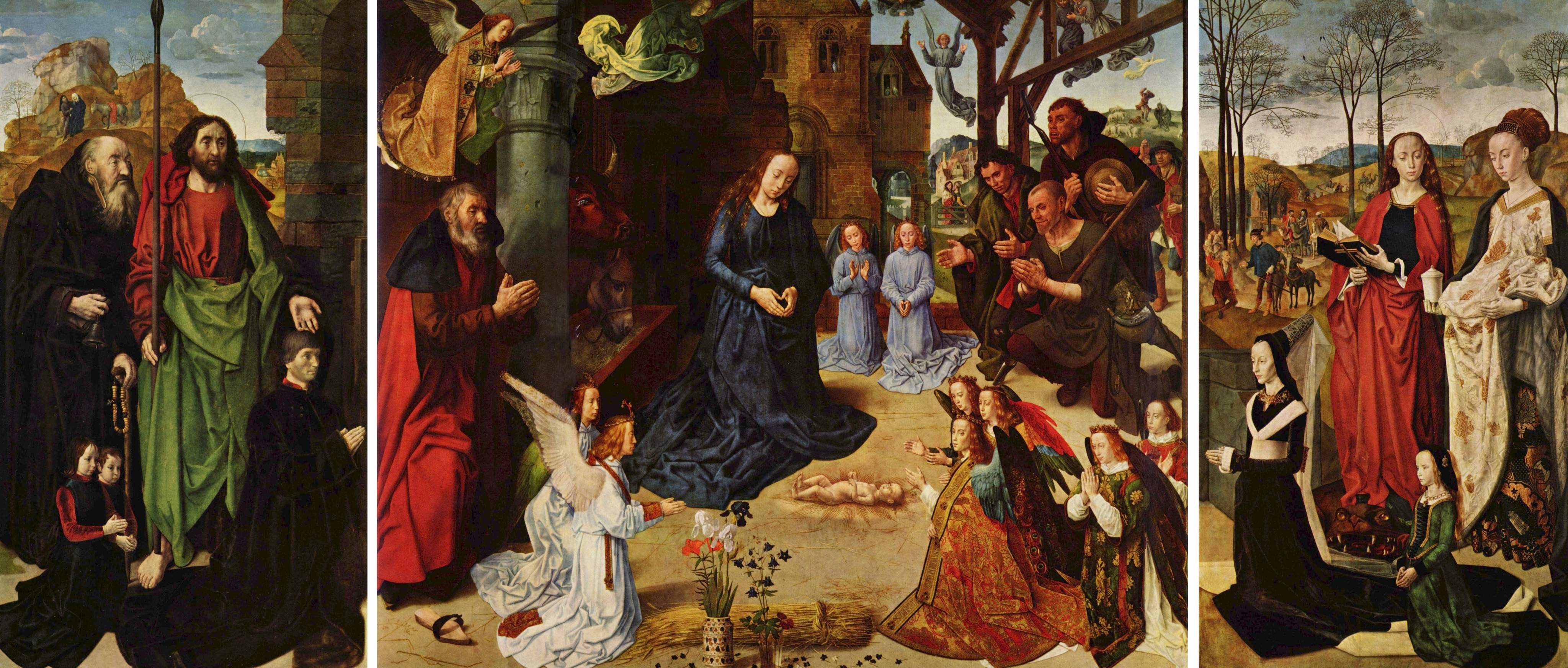
『ポルティナーリ祭壇画』(1477-1478年、フーゴー・ファン・デル・グース)
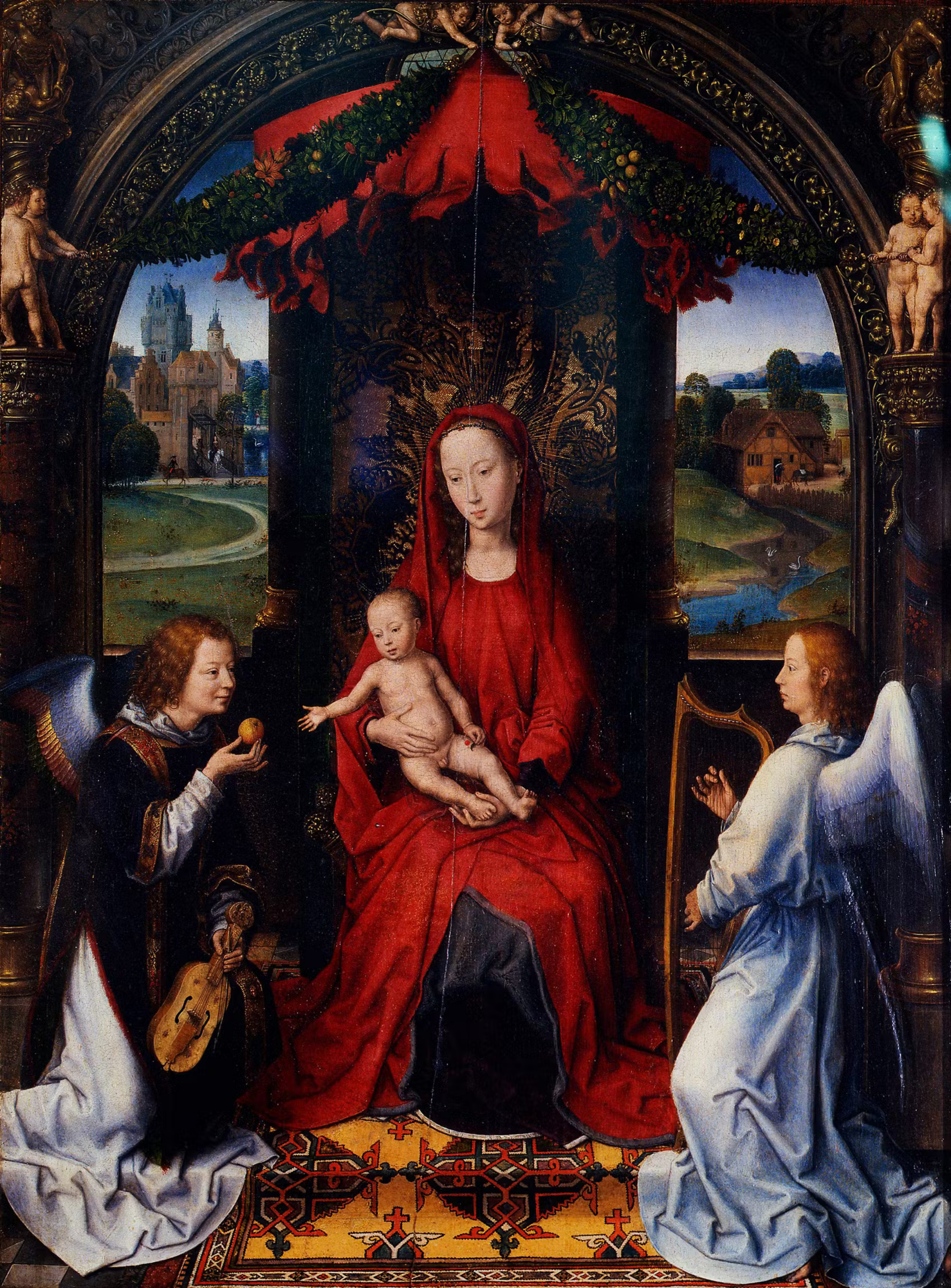
『パガニョッティ三連祭壇画』の中央パネル「聖母子と2人の天使」(1480年頃、ハンス・メムリンク)
『ヴィーナスの誕生』(1483年頃、サンドロ・ボッティチェッリ)
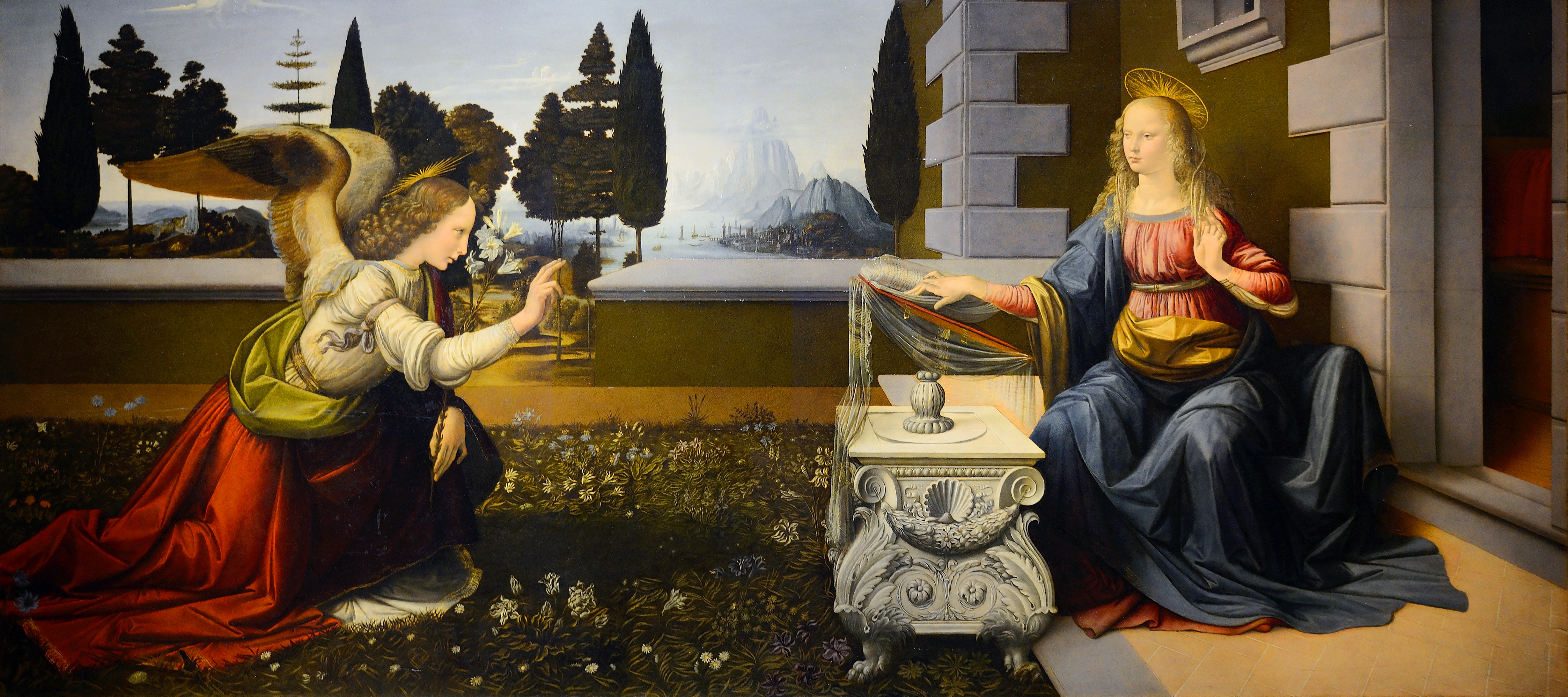
『受胎告知』（1475-80年レオナルド・ダ・ヴィンチ）
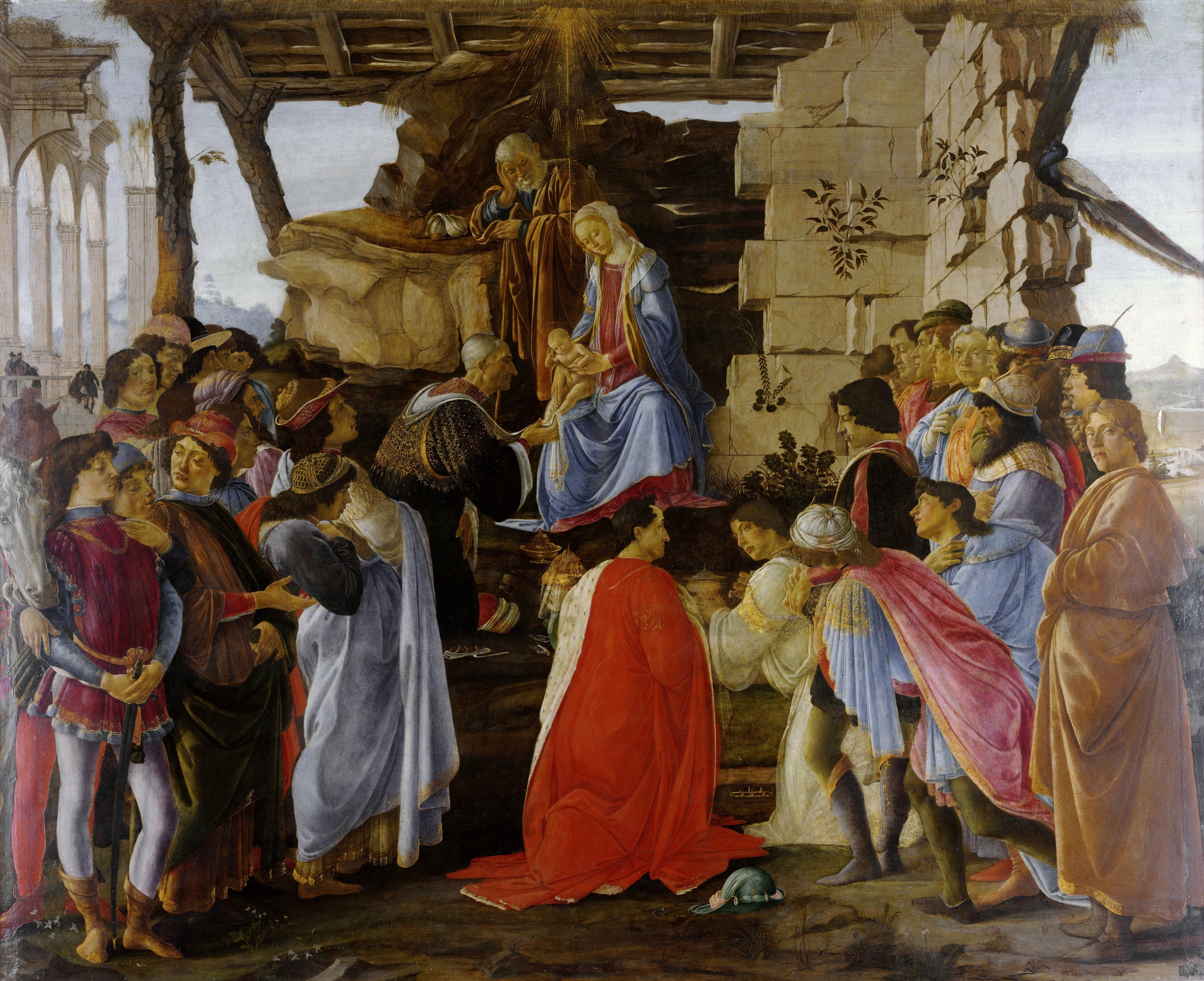
『東方三博士の礼拝』(1485年頃、サンドロ・ボッティチェッリ)
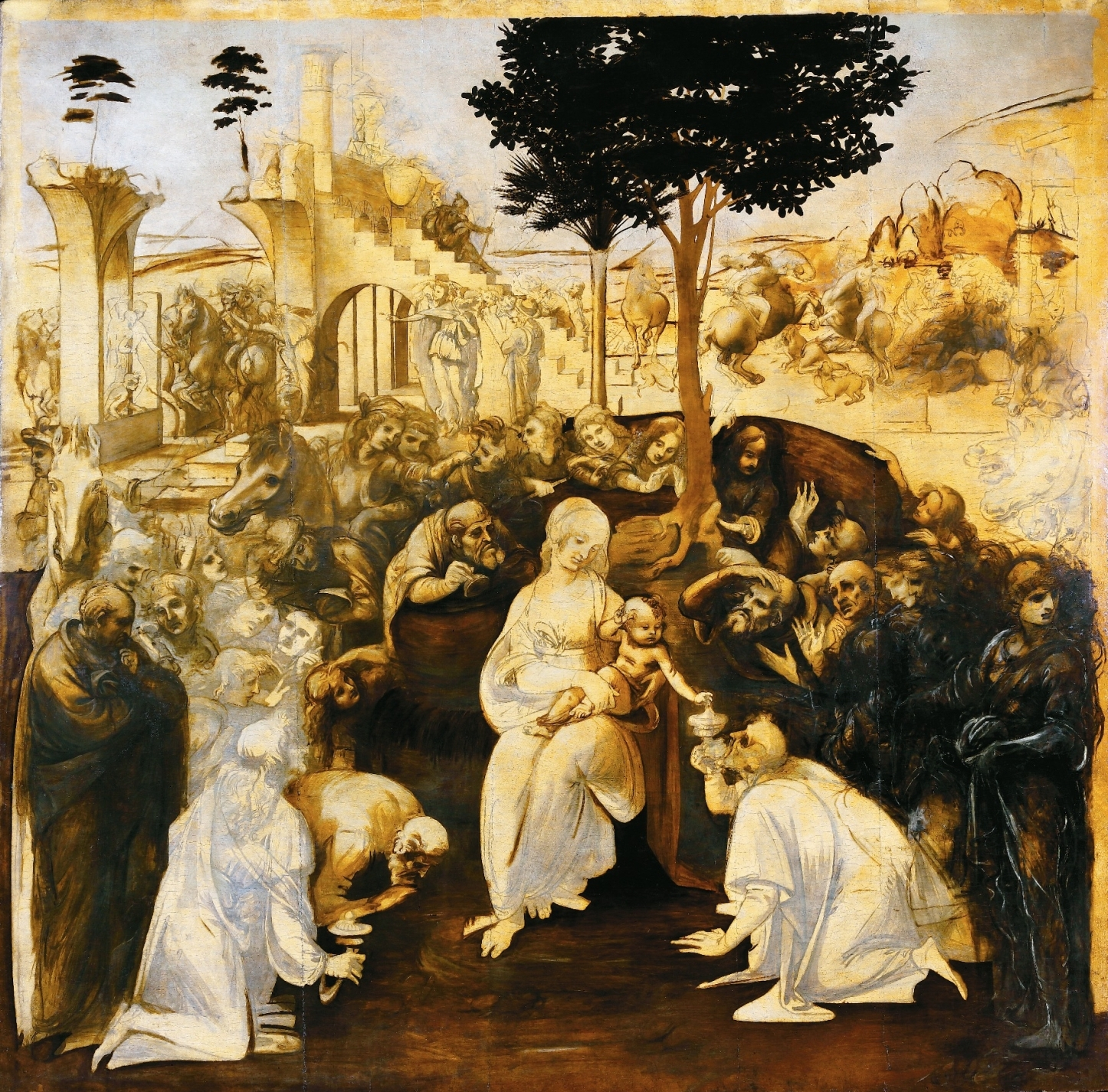
『東方三博士の礼拝』(1481年、レオナルド・ダ・ヴィンチ)
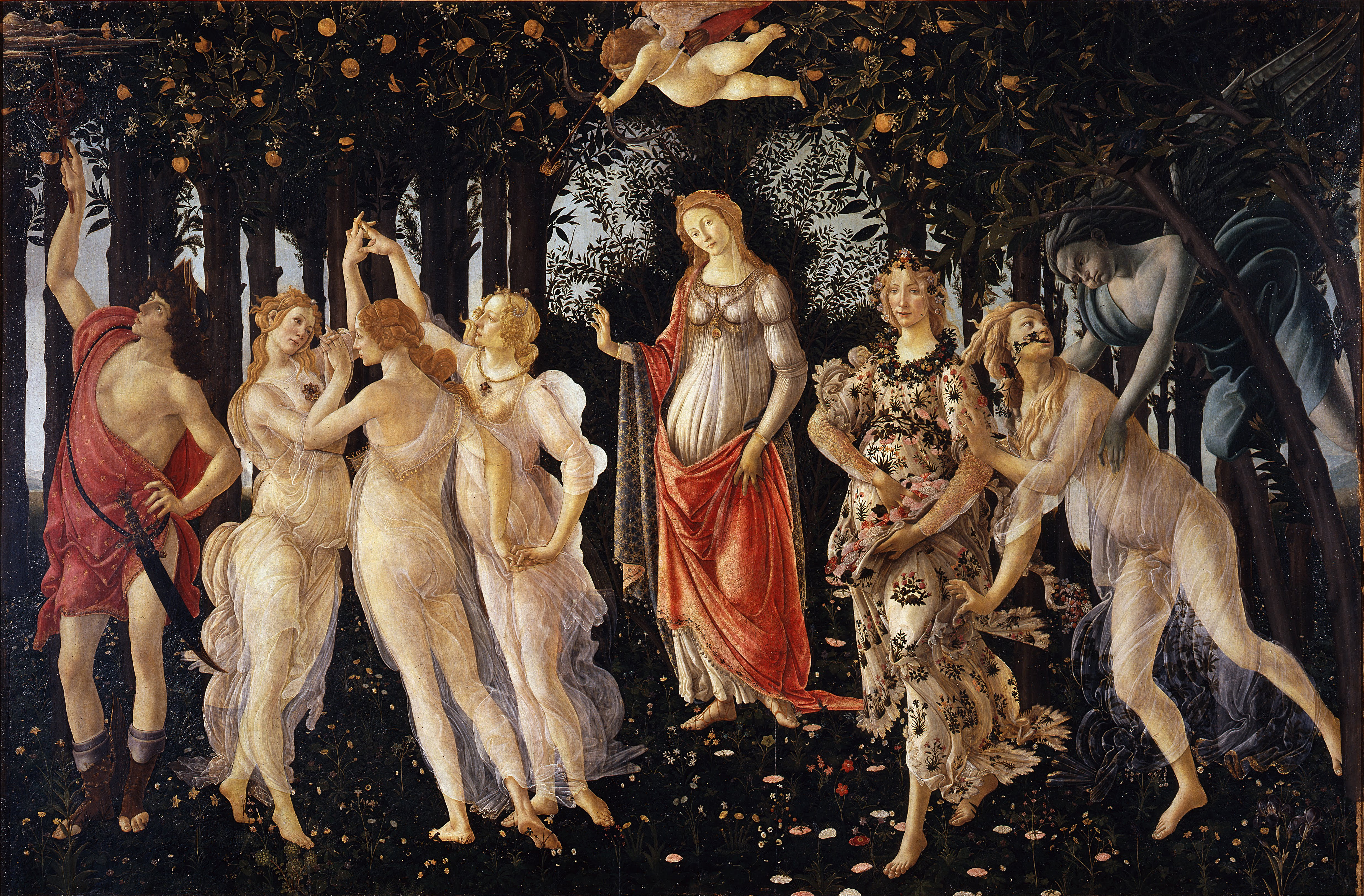
『プリマヴェーラ』（1482年頃、サンドロ・ボッティチェッリ）
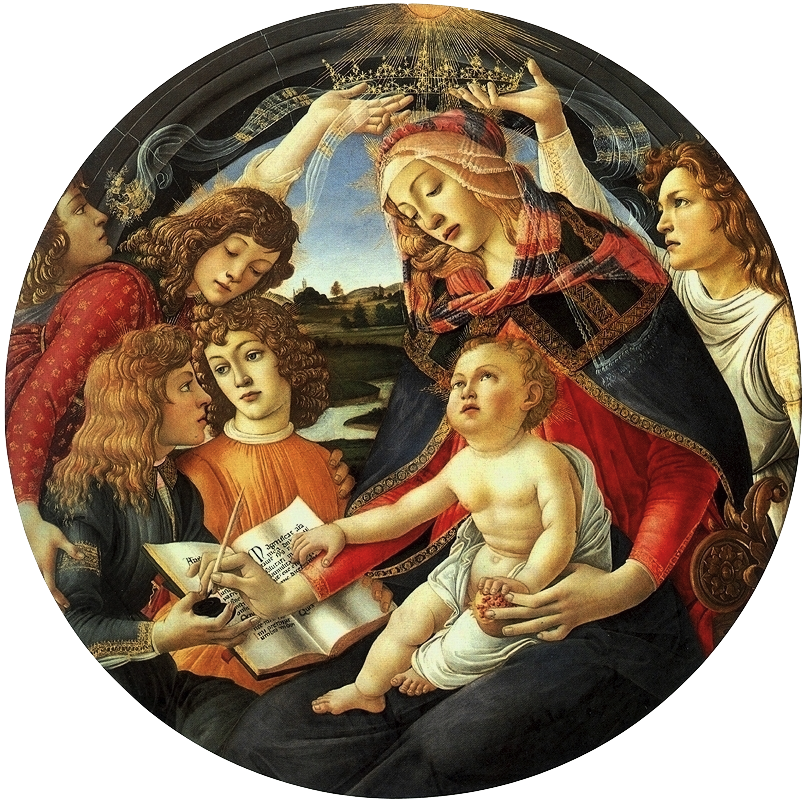
『マニフィカートの聖母』(1481年頃、サンドロ・ボッティチェリ)
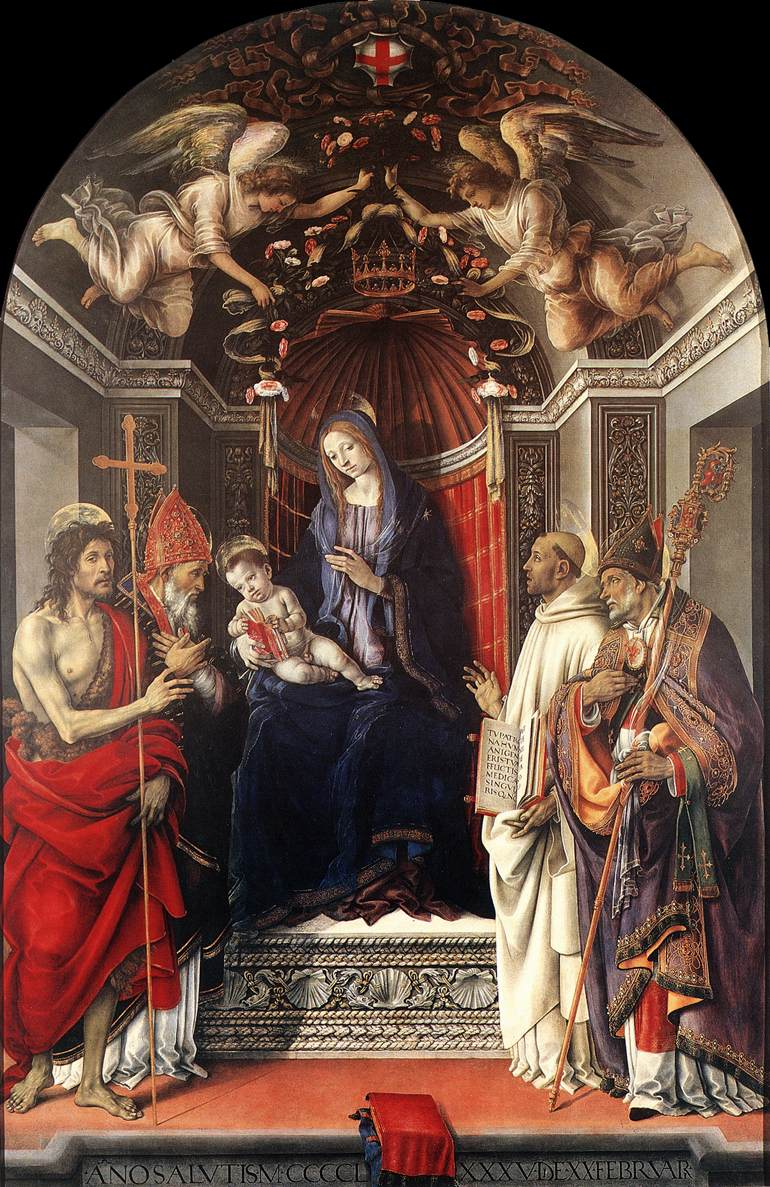
『オットの祭壇画』(1486年、フィリッピーノ・リッピ)
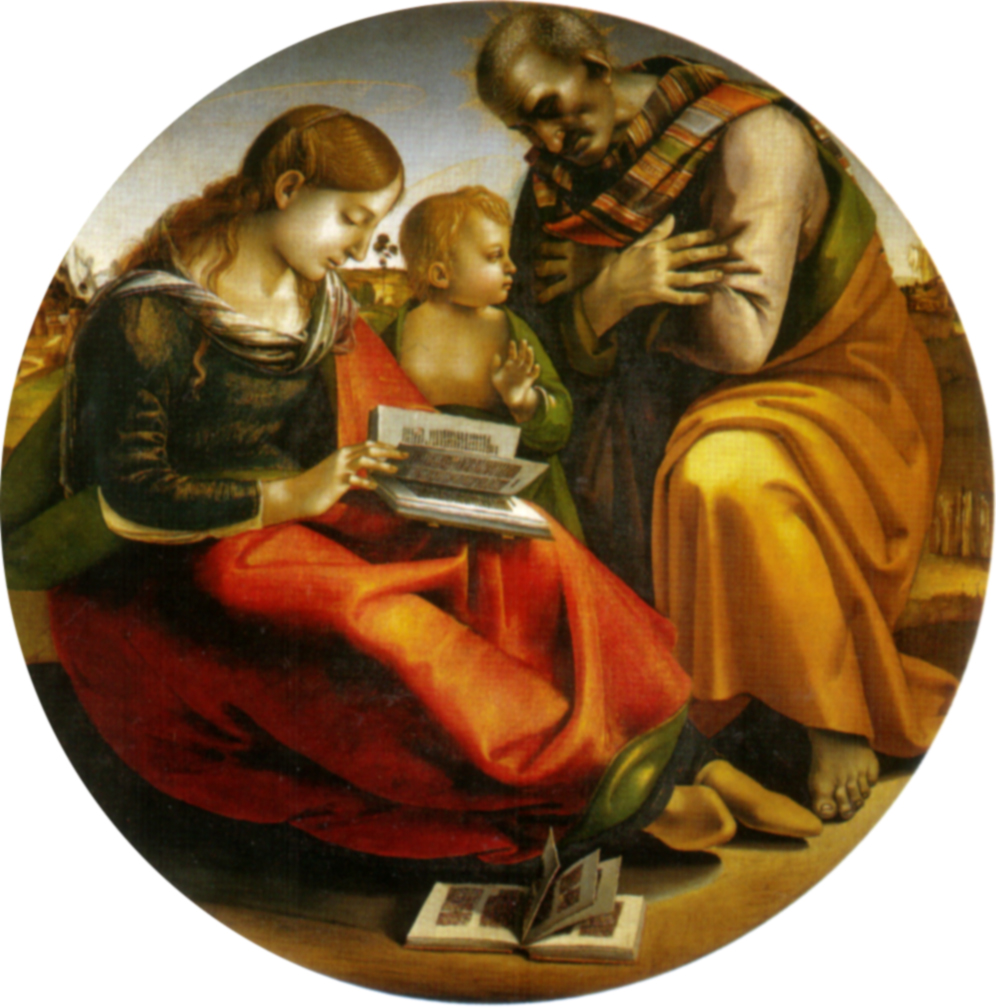
『ゲルフ党の聖家族』(1490年頃、ルカ・シニョレッリ)
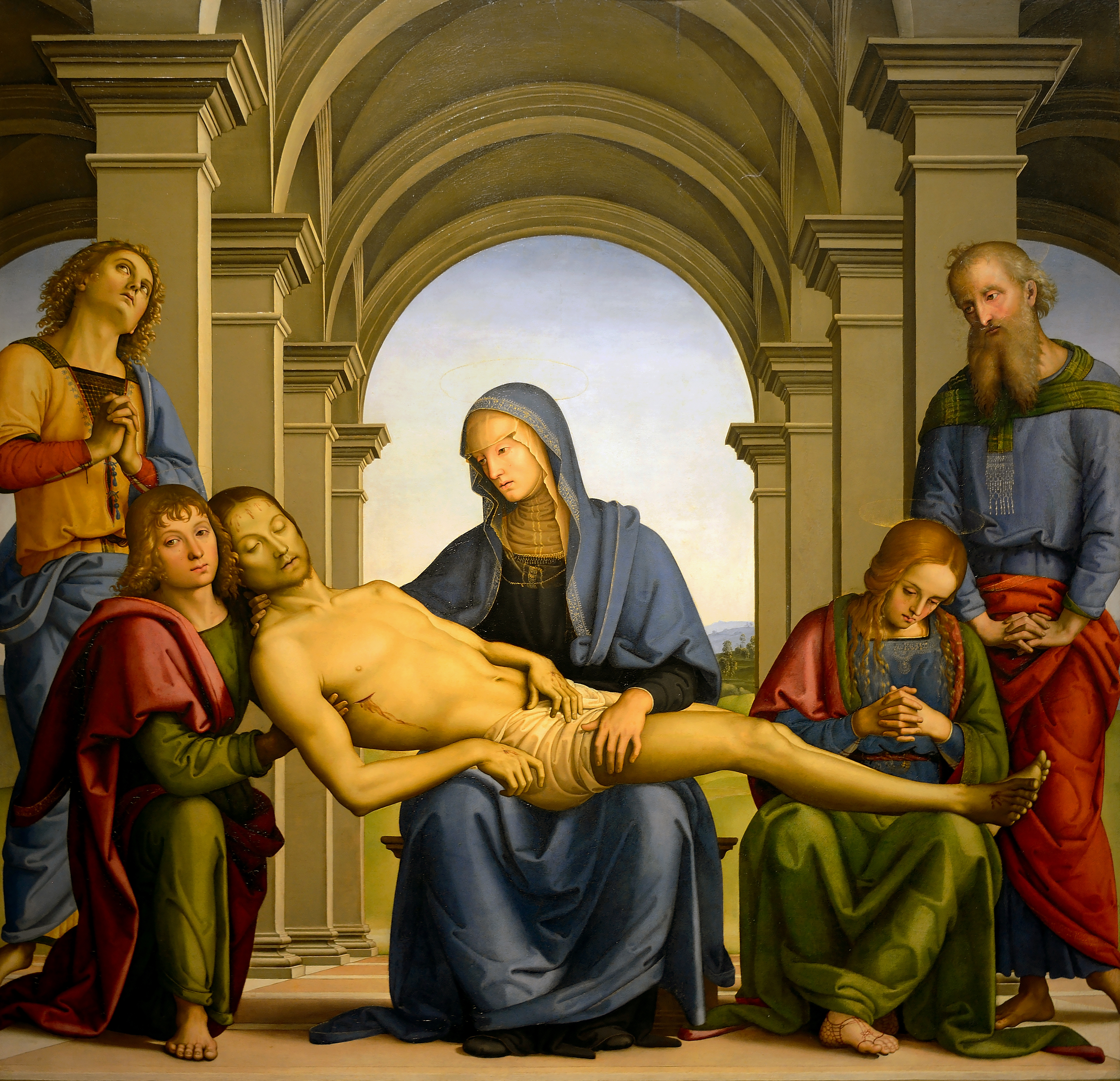
『キリストの哀悼』(1483-1493年頃、ピエトロ・ペルジーノ)
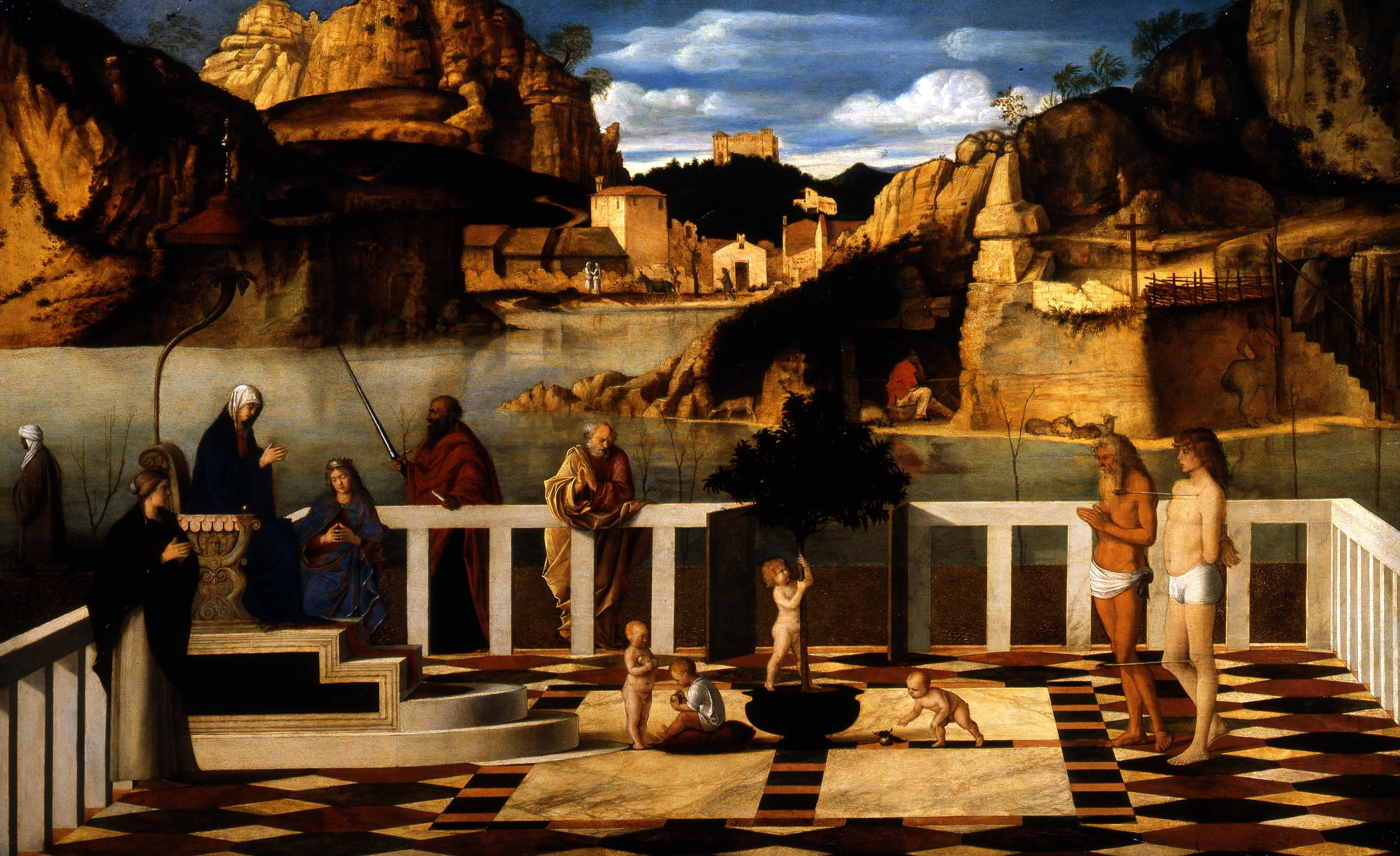
『聖なる寓意』(1490-1500年頃、ジョヴァンニ・ベリーニ)
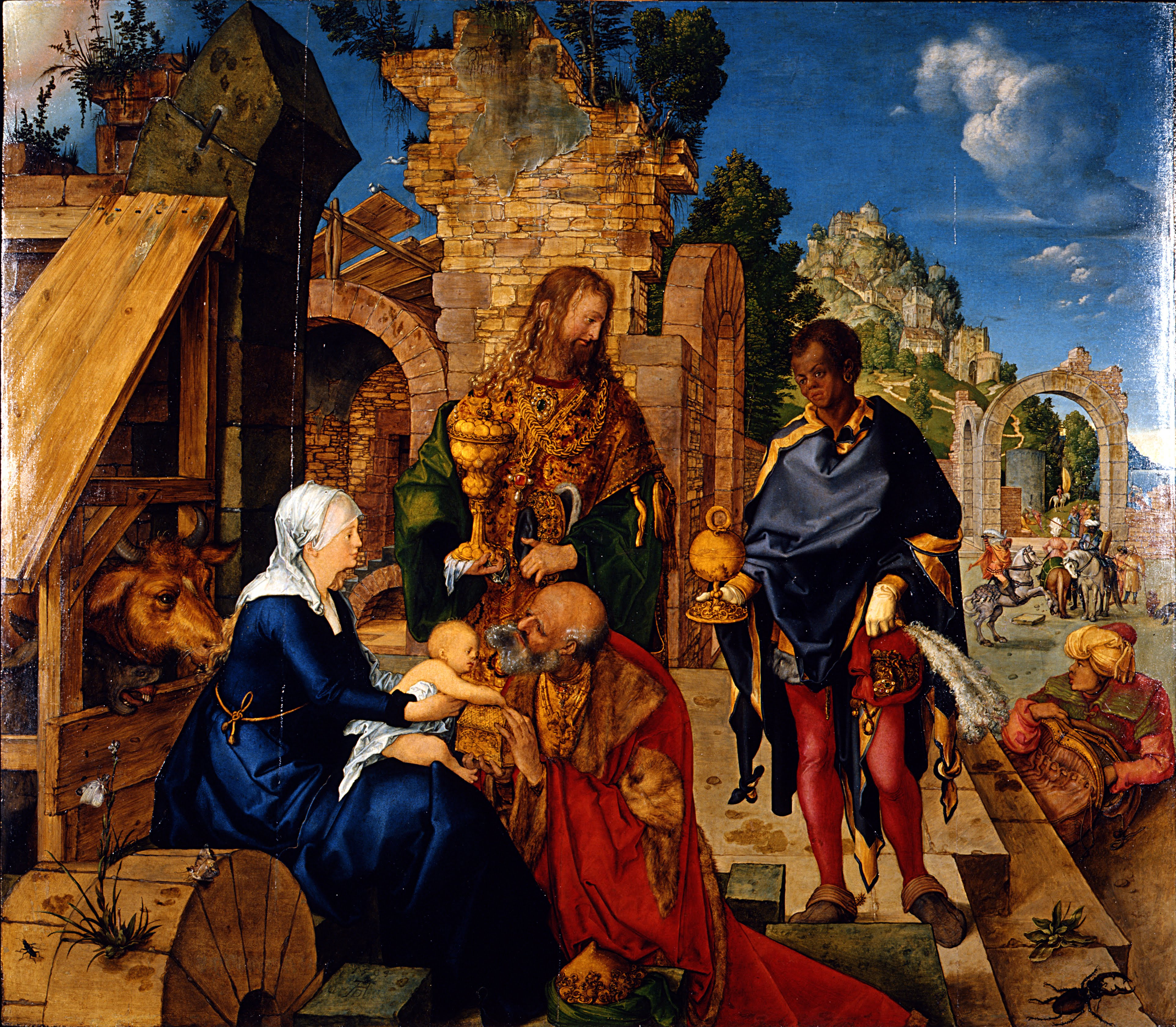
『東方三博士の礼拝』（1504年、アルブレヒト・デューラー）
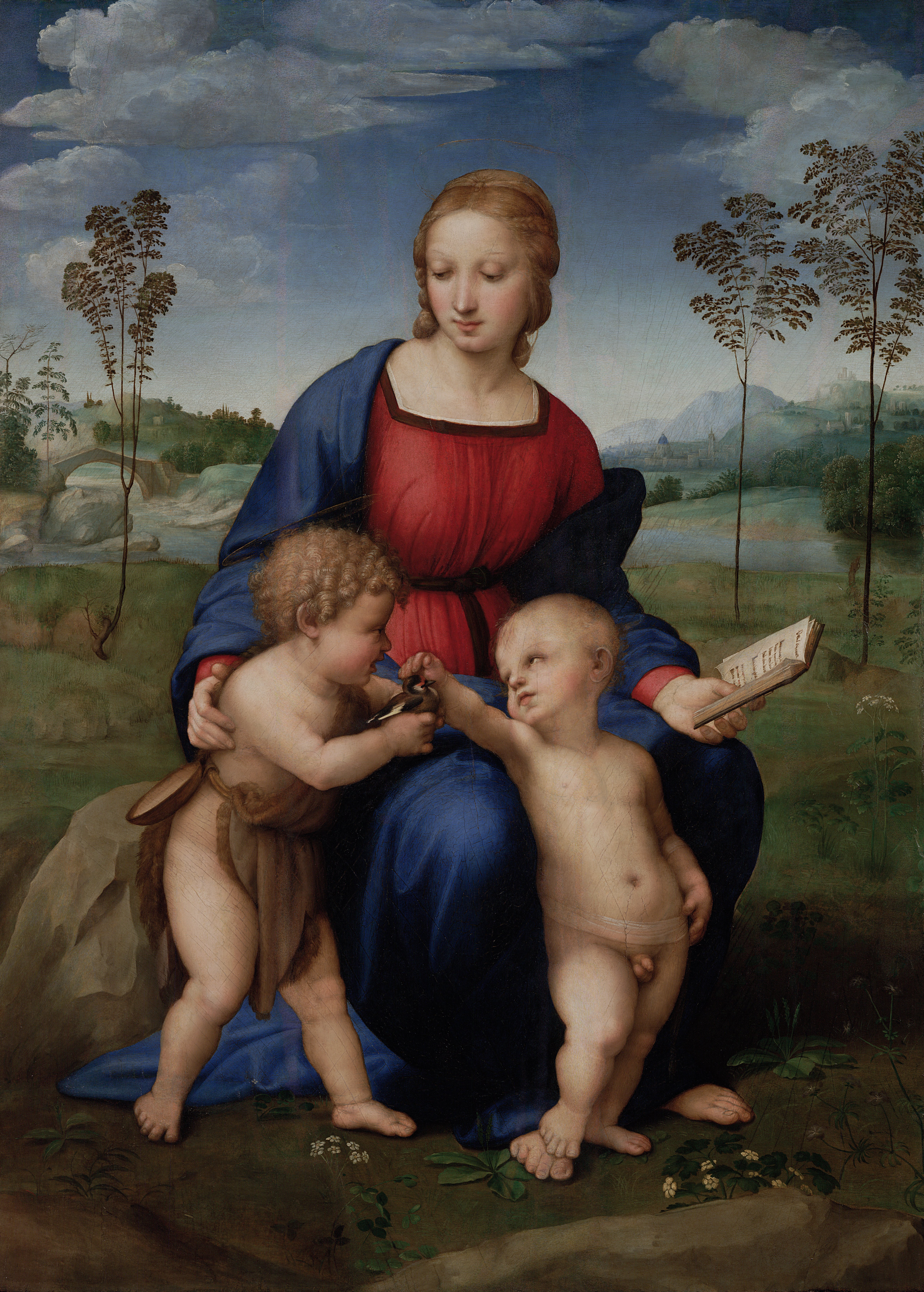
『ヒワの聖母』(1505-1506年、ラファエロ・サンティ)
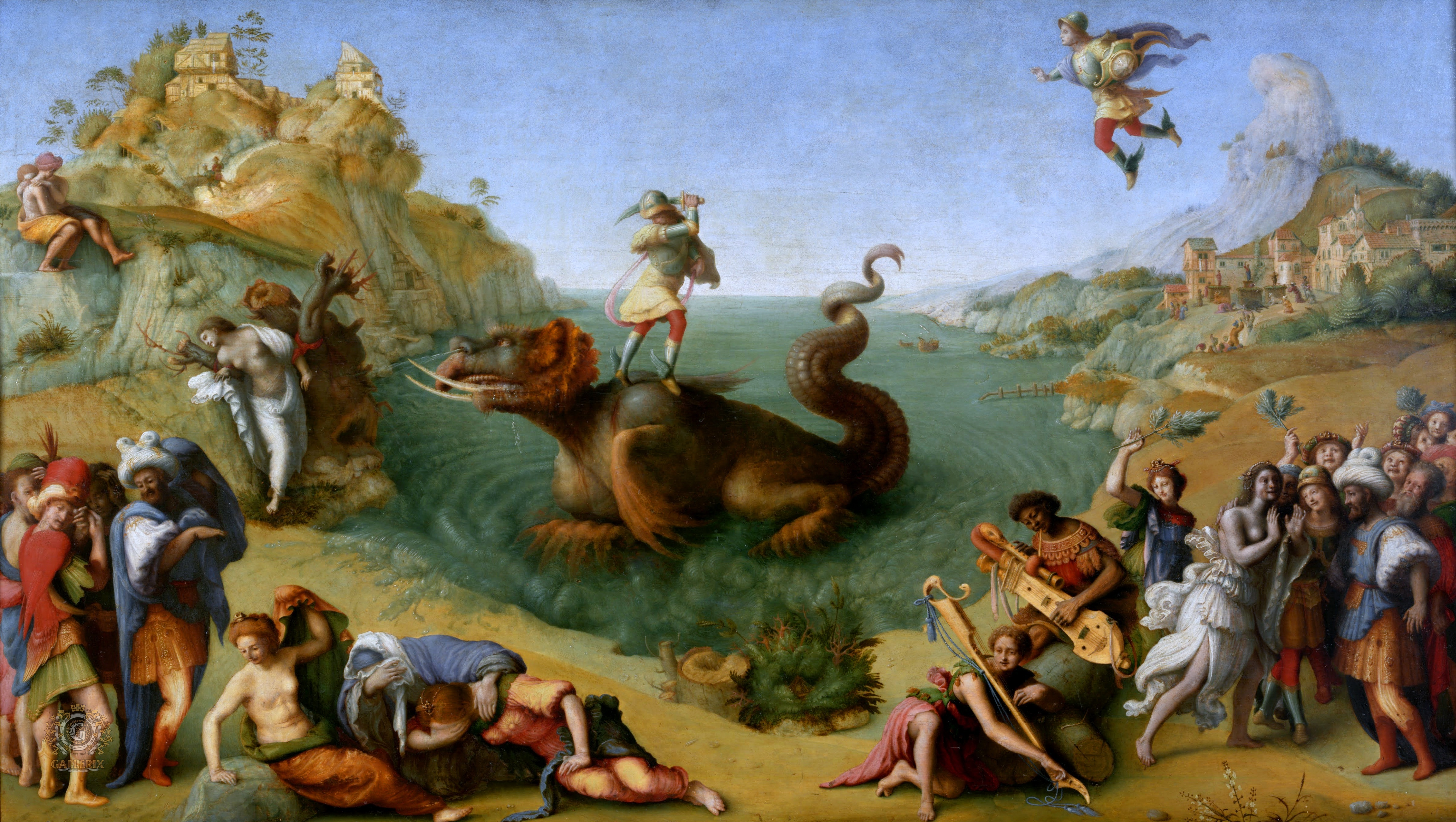
『アンドロメダを救うペルセウス』(1510-1515年、ピエロ・ディ・コジモ)
『アドニスの死』(1512年、セバスティアーノ・デル・ピオンボ)
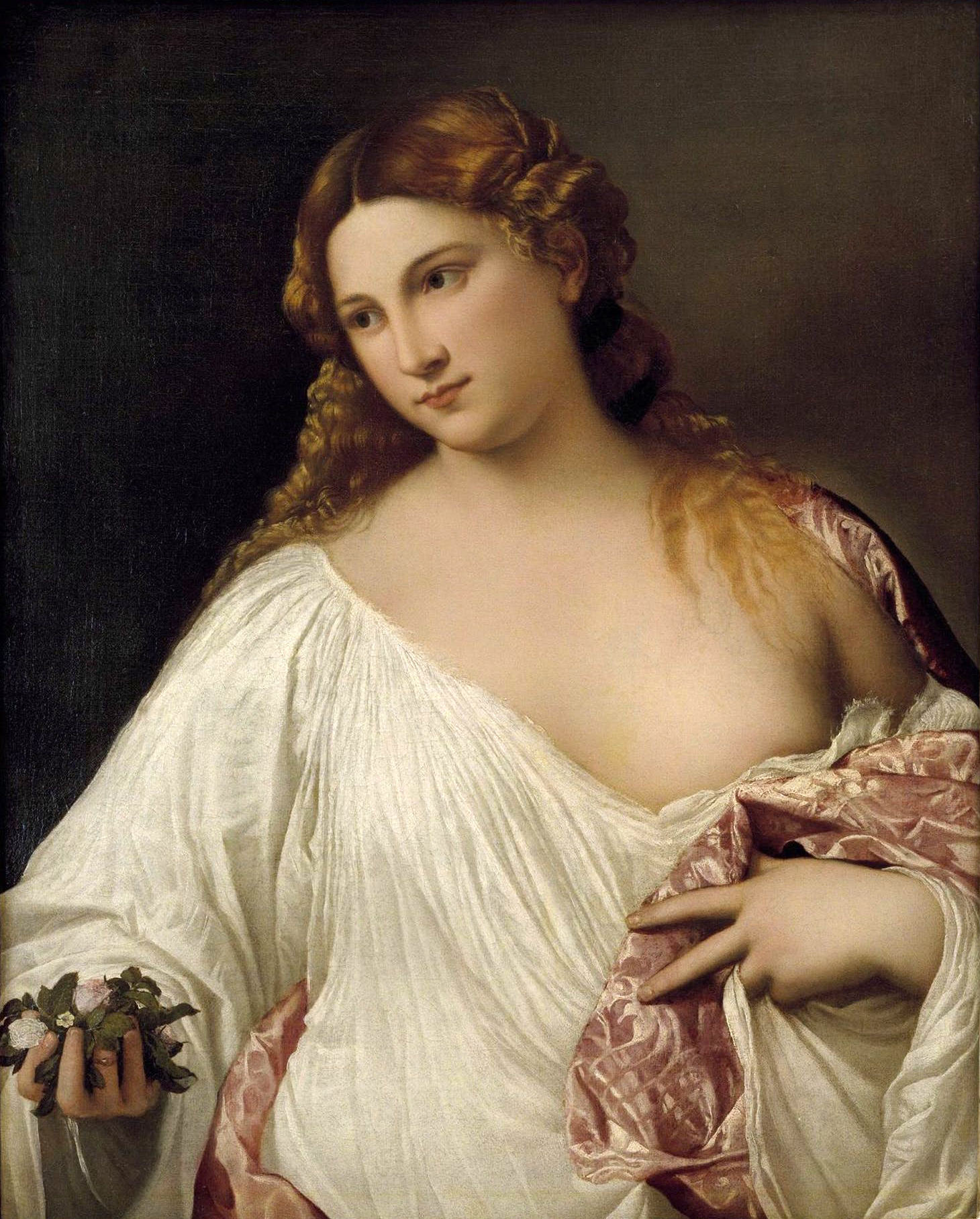
『フローラ』（1515年頃、ティツィアーノ・ヴェチェッリオ）
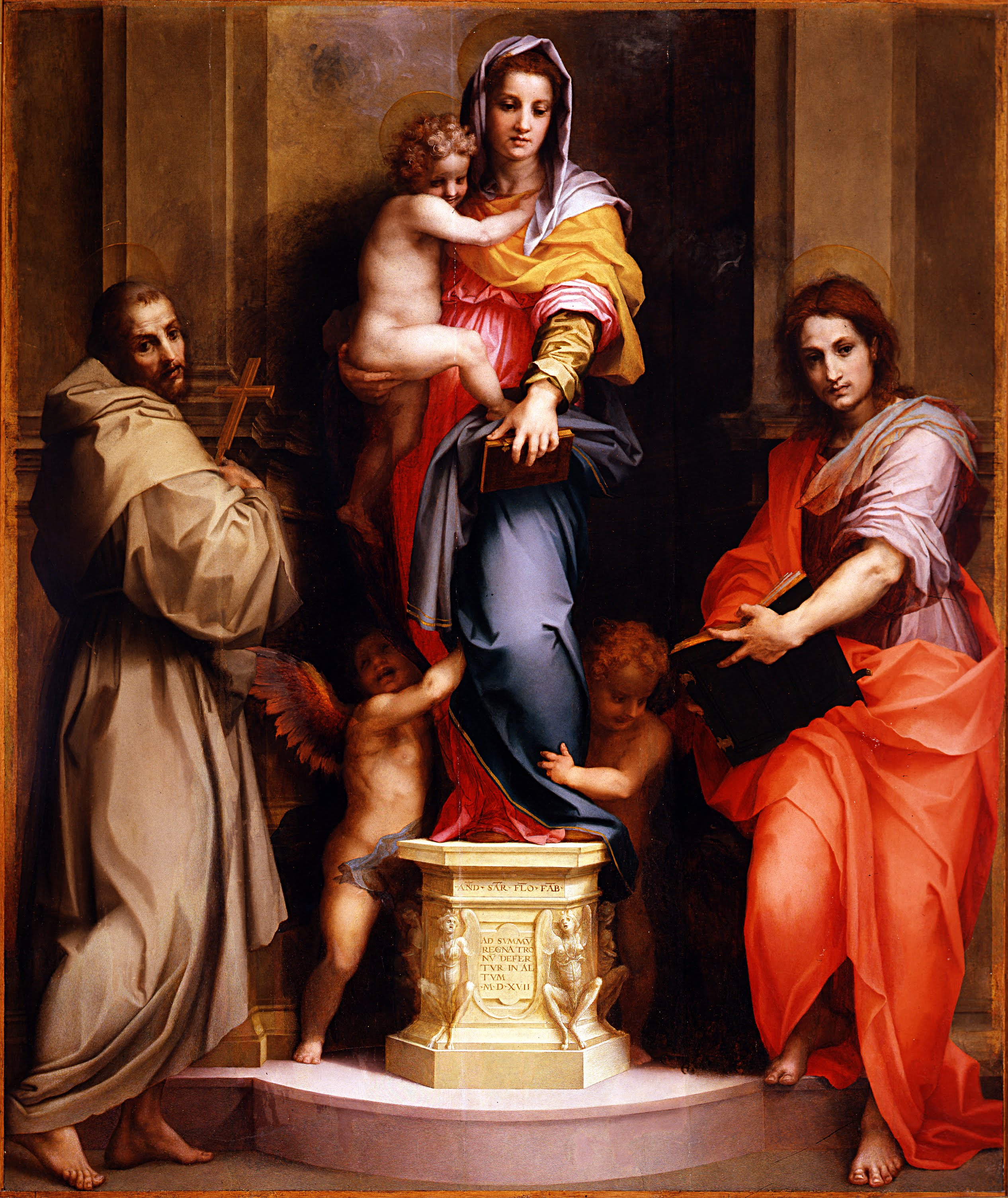
『ハルピュイアの聖母』(1517年、アンドレア・デル・サルト)
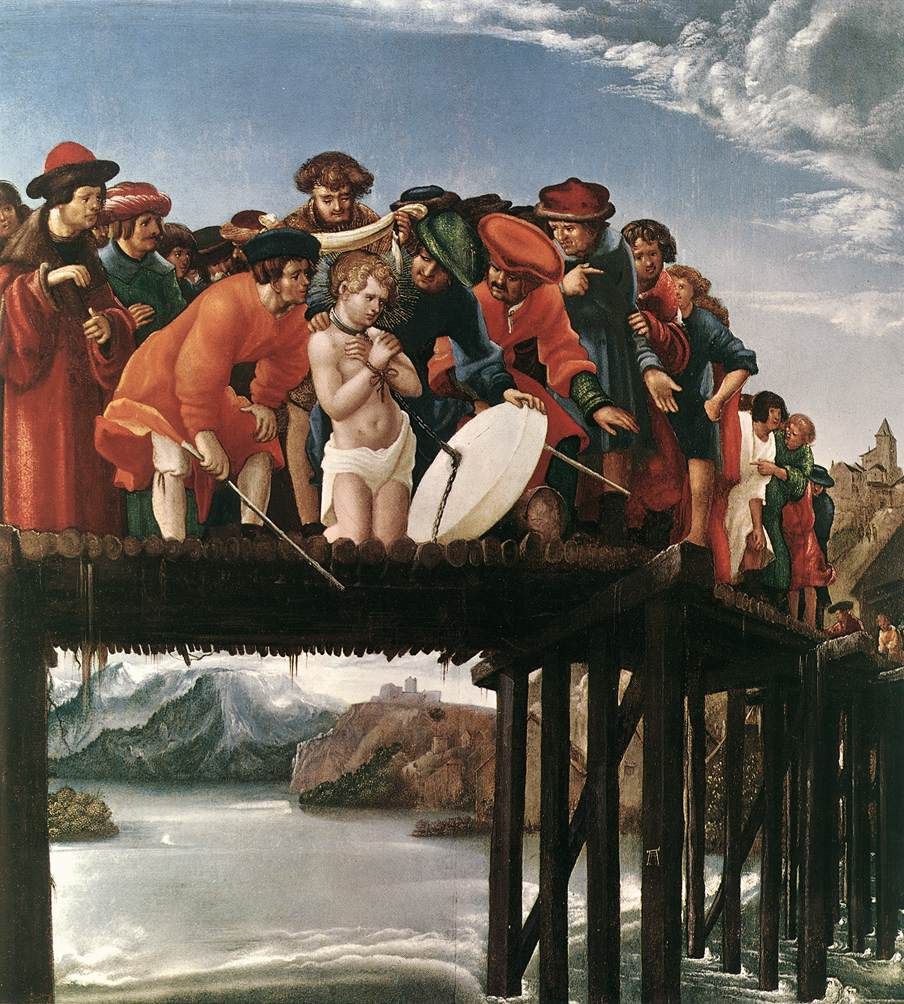
『聖フロリアヌスの殉教』(1518-1520年、アルブレヒト・アルトドルファー)
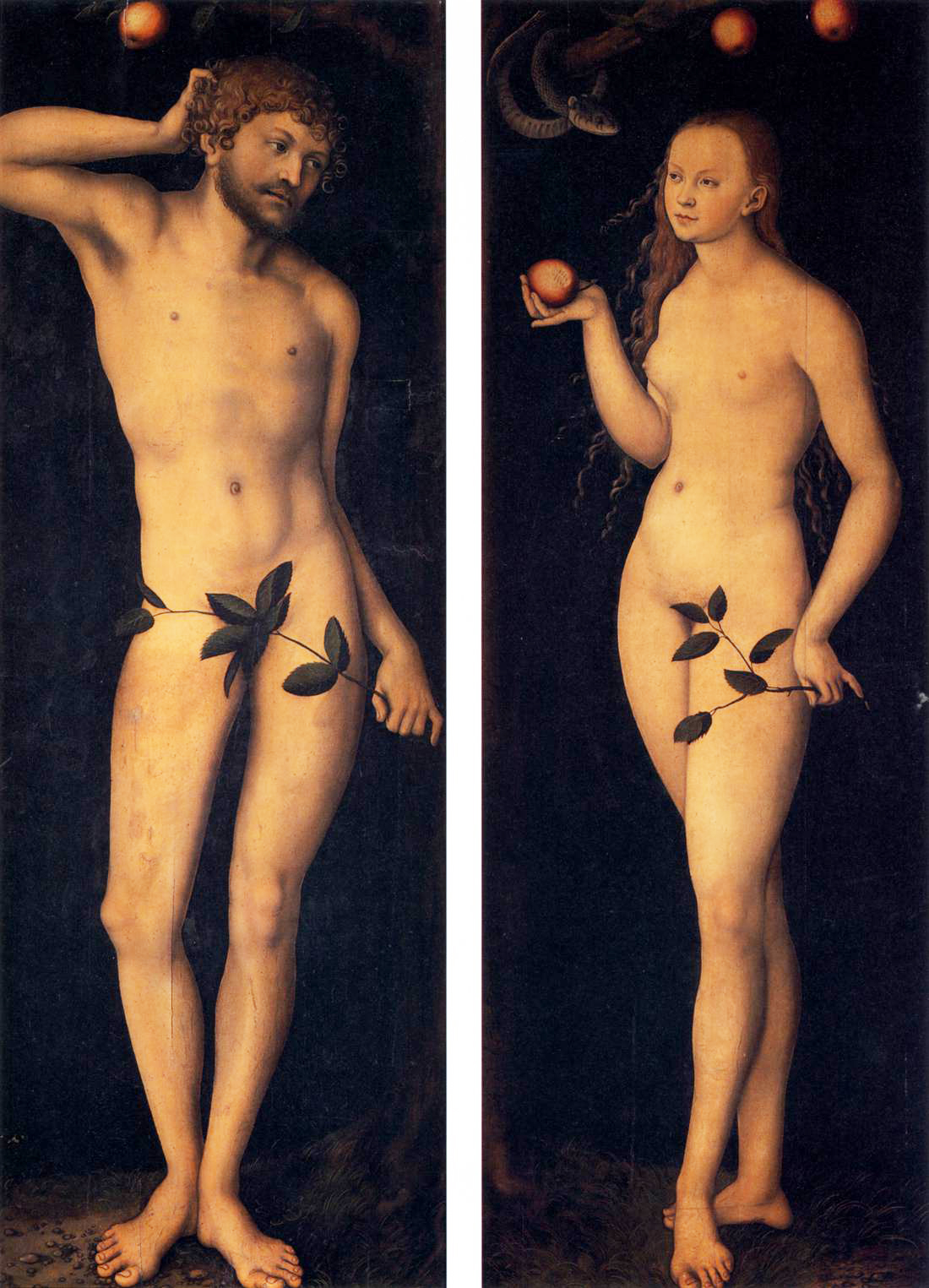
『アダムとイヴ』(1528年、ルーカス・クラナッハ)
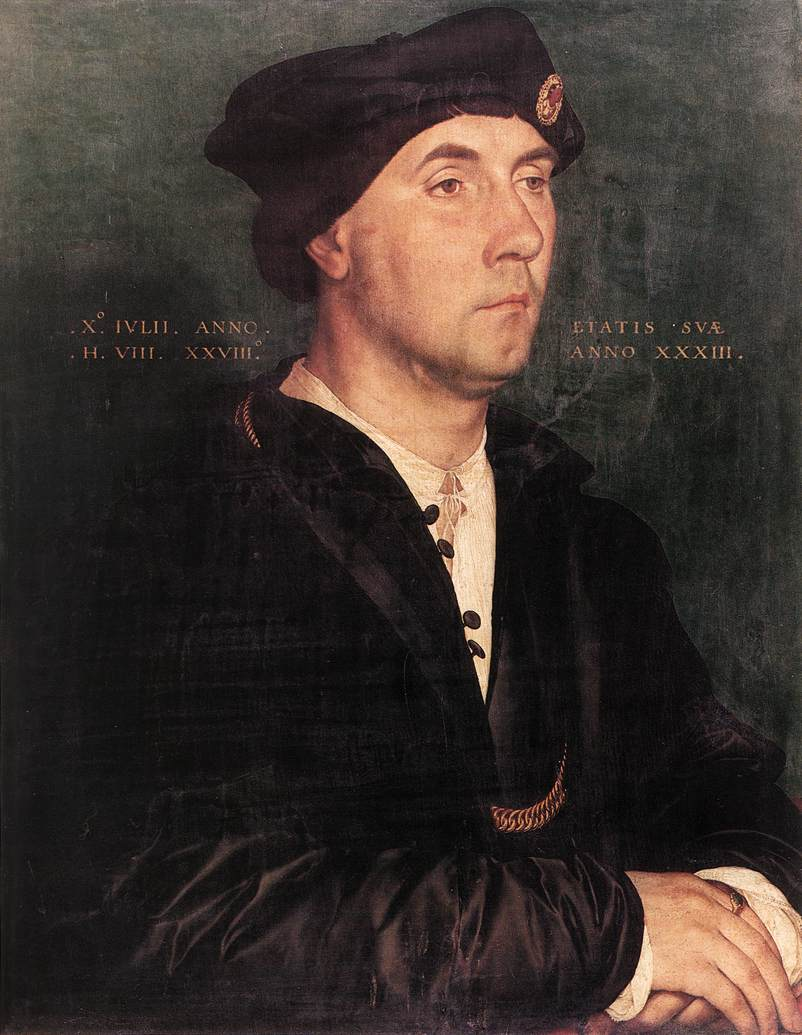
『リチャード・サウスウェル卿の肖像』(1536年、ハンス・ホルバイン)
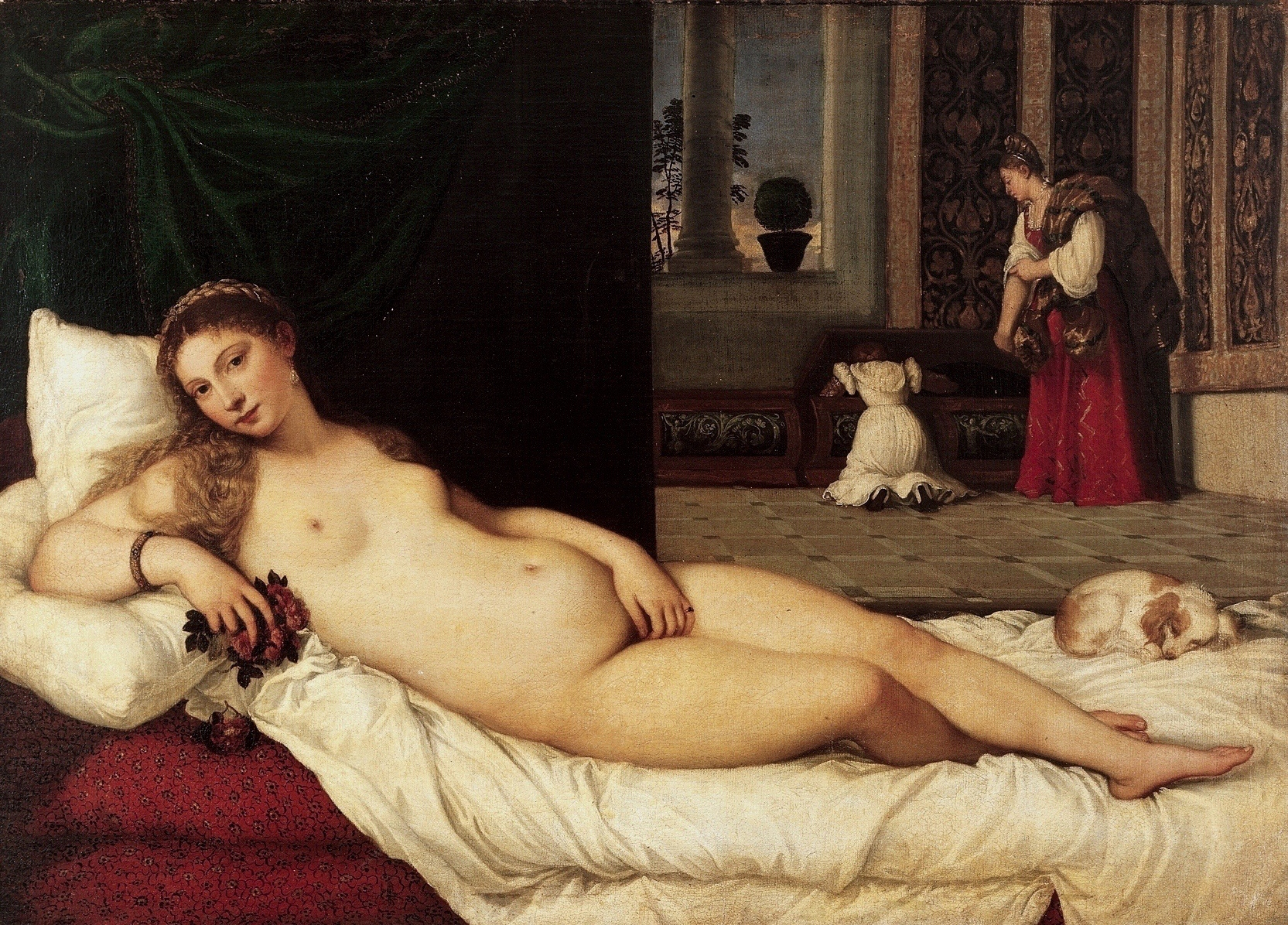
『ウルビーノのヴィーナス』（1538年、ティツィアーノ・ヴェチェッリオ）
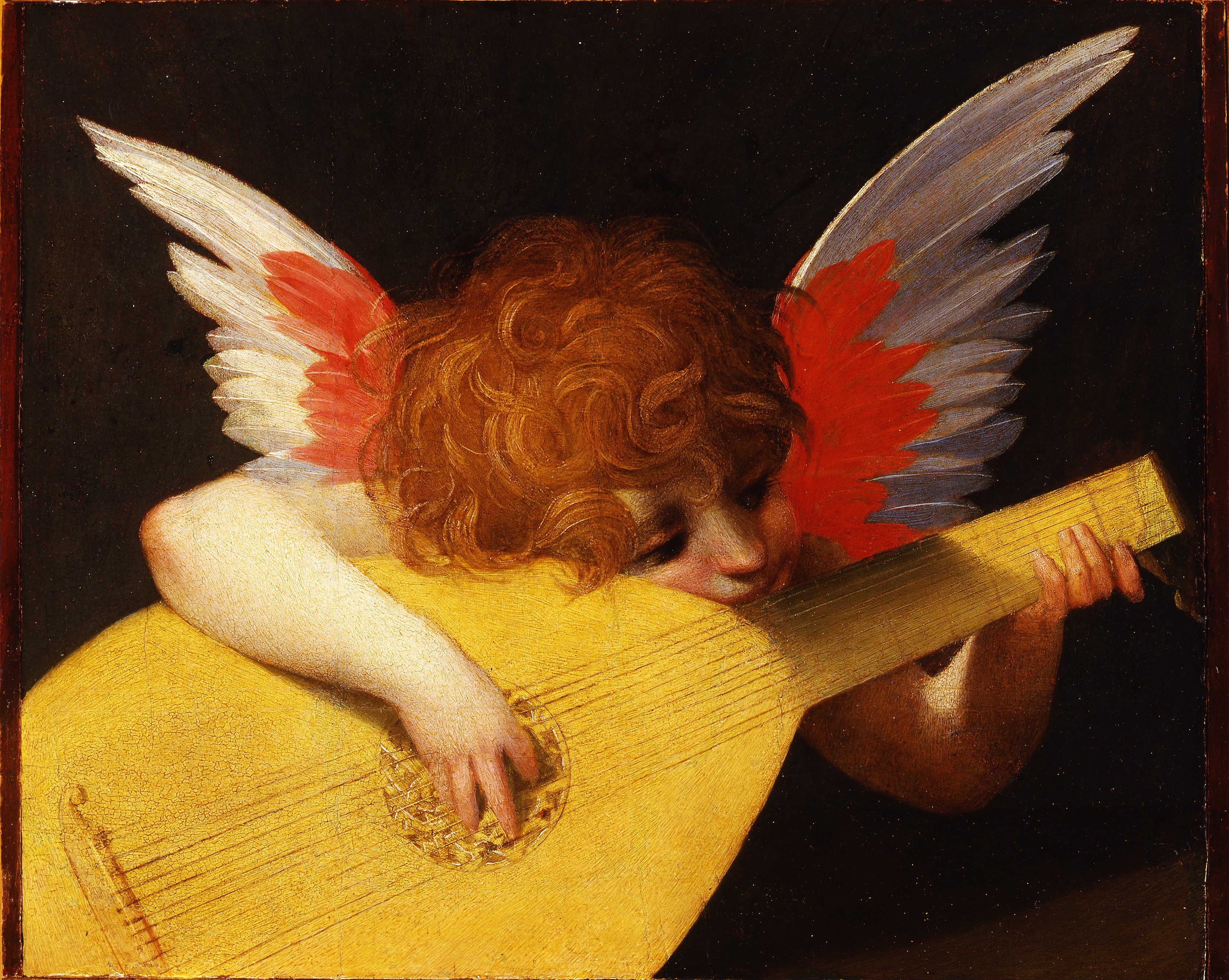
『リュートを弾く天使』(1521年、ロッソ・フィオレンティーノ)
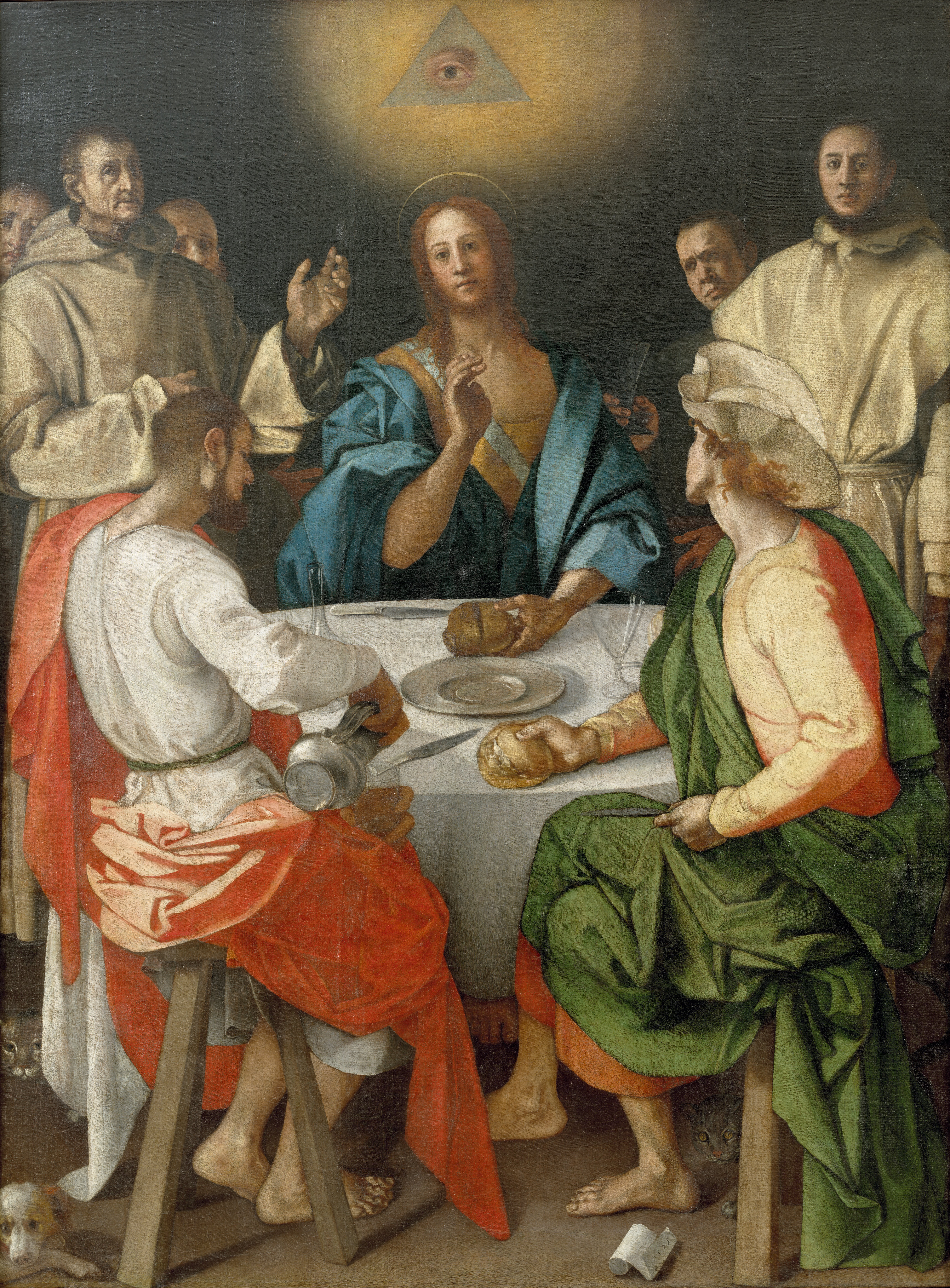
『エマオの晩餐』(1525年、ヤコポ・ダ・ポントルモ)
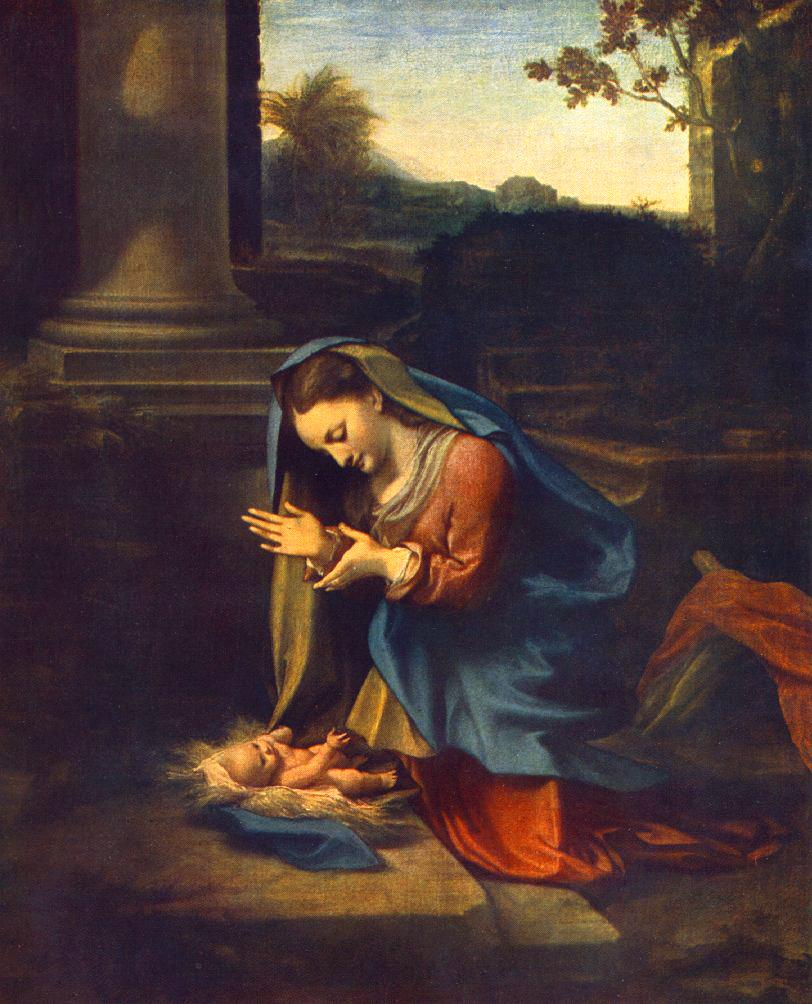
『幼児キリストの礼拝』(1526年頃、コレッジョ）
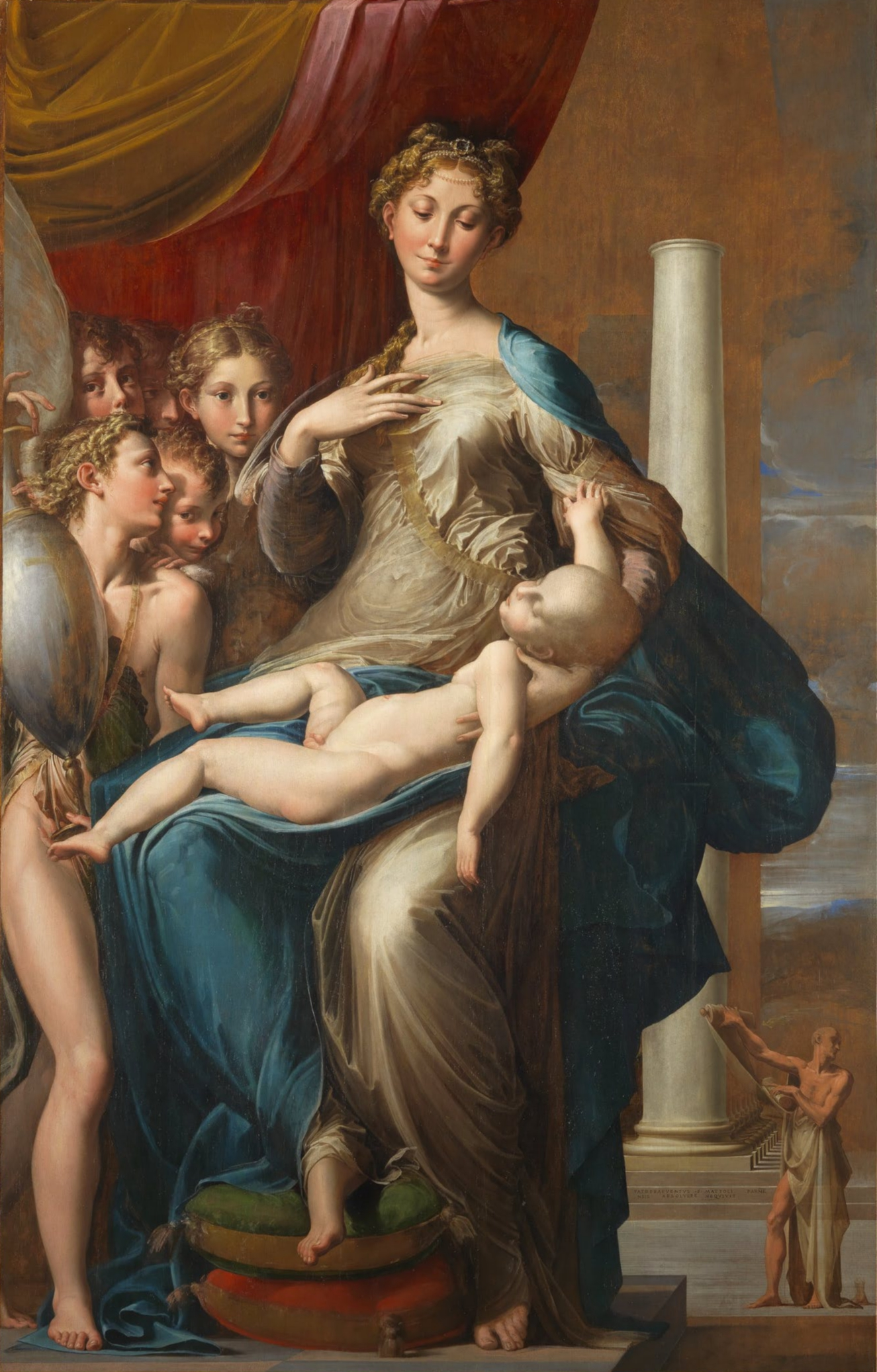
『長い首の聖母』(1534-1540年、パルミジャニーノ)
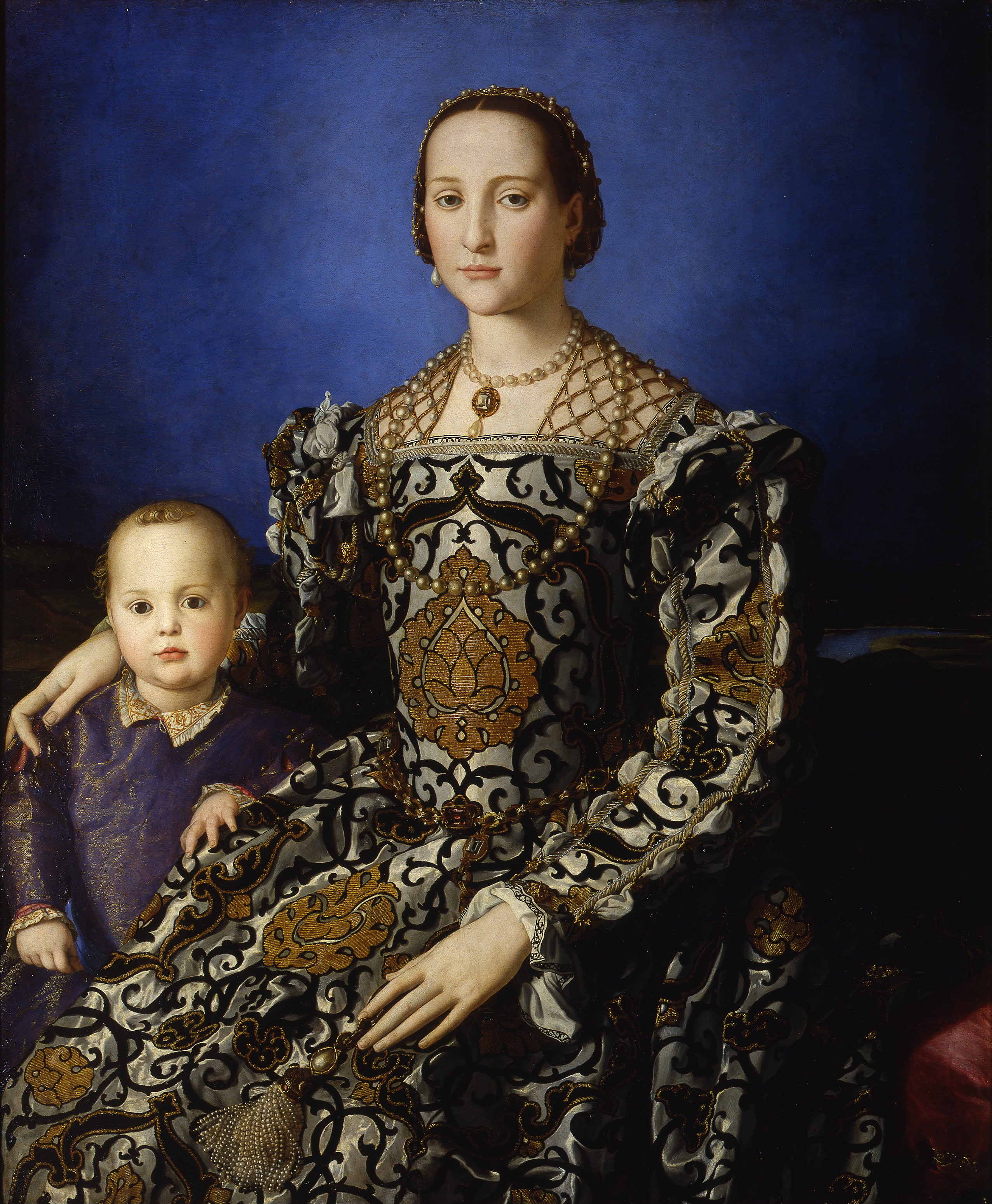
『エレオノーラ・ディ・トレドと息子ジョヴァンニ』(1544-1545年、アーニョロ・ブロンズィ―ノ)
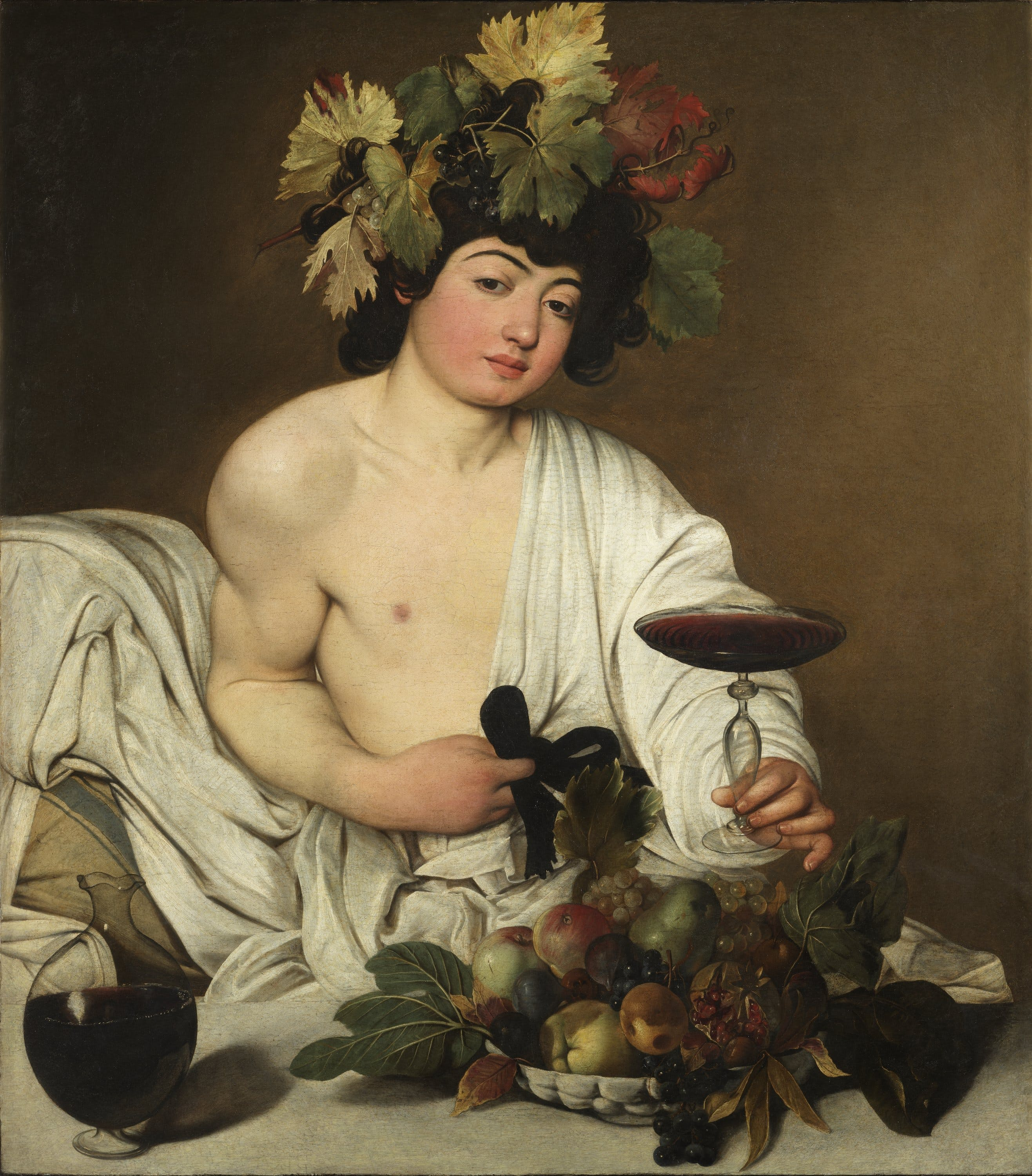
『バッカス』（1598年頃、ミケランジェロ・メリージ・ダ・カラヴァッジオ）
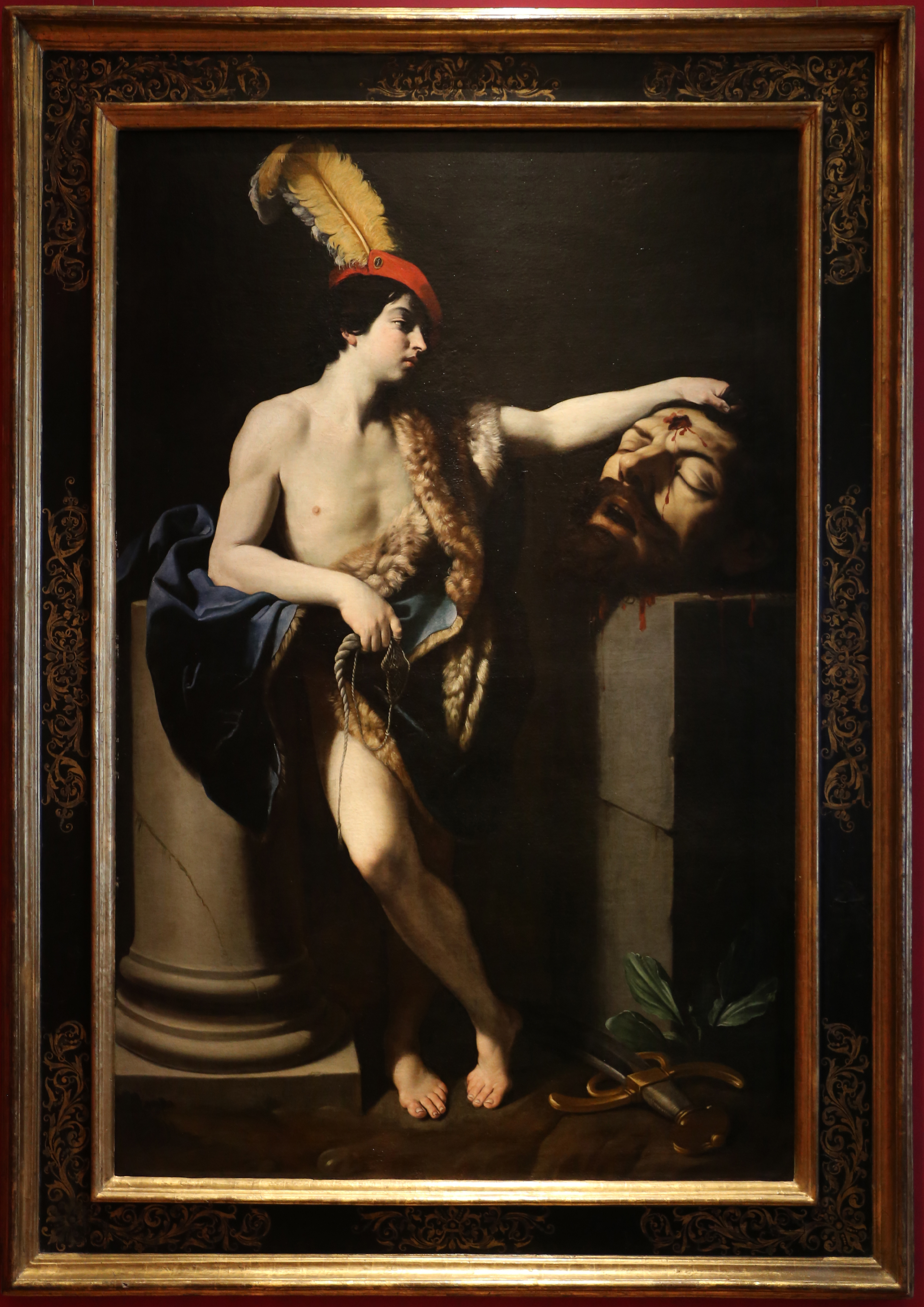
『ゴリアテの首を持つダヴィデ』 (1604-1606年頃、グイド・レーニ)
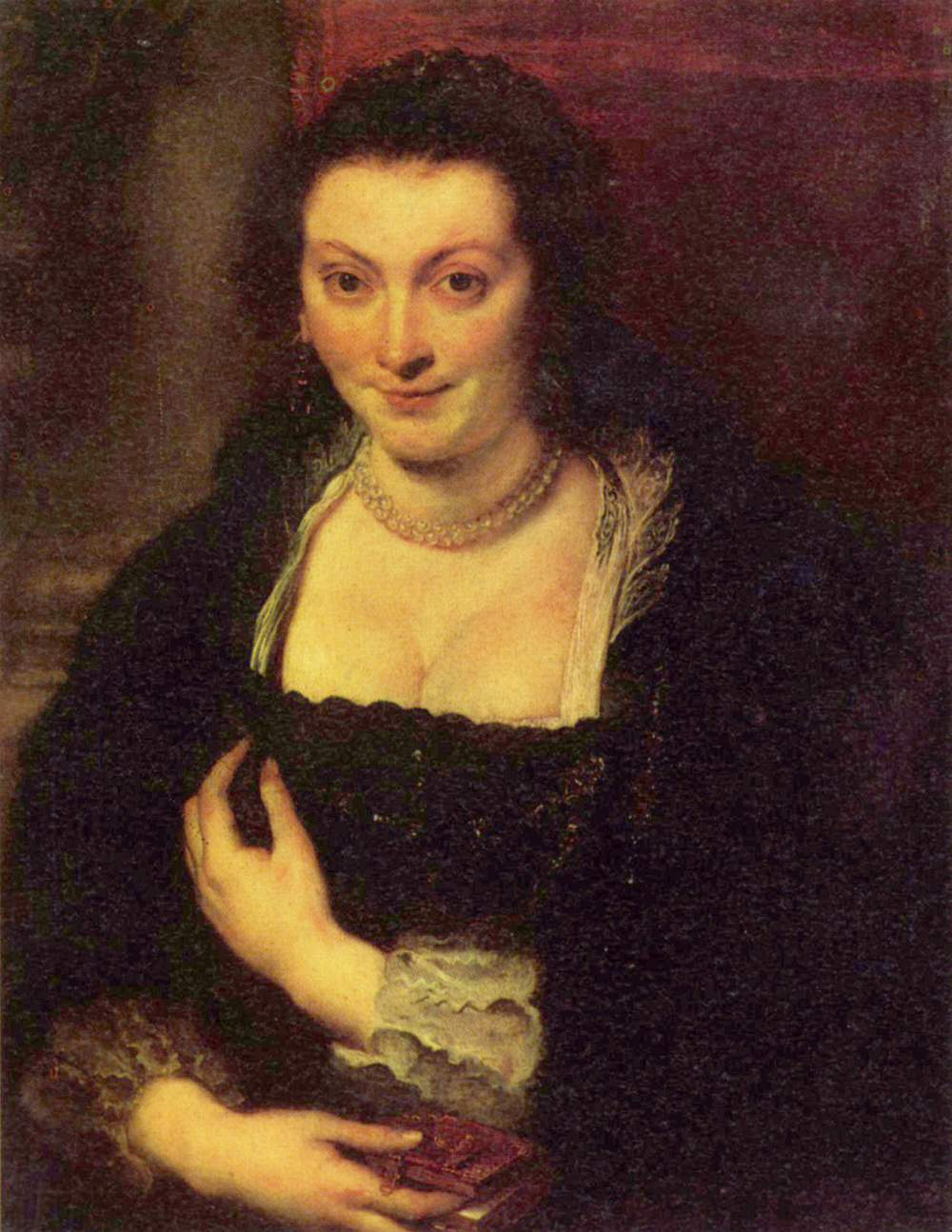
『イザベラ・ブラントの肖像』(1626年頃、ピーテル・パウル・ルーベンス)
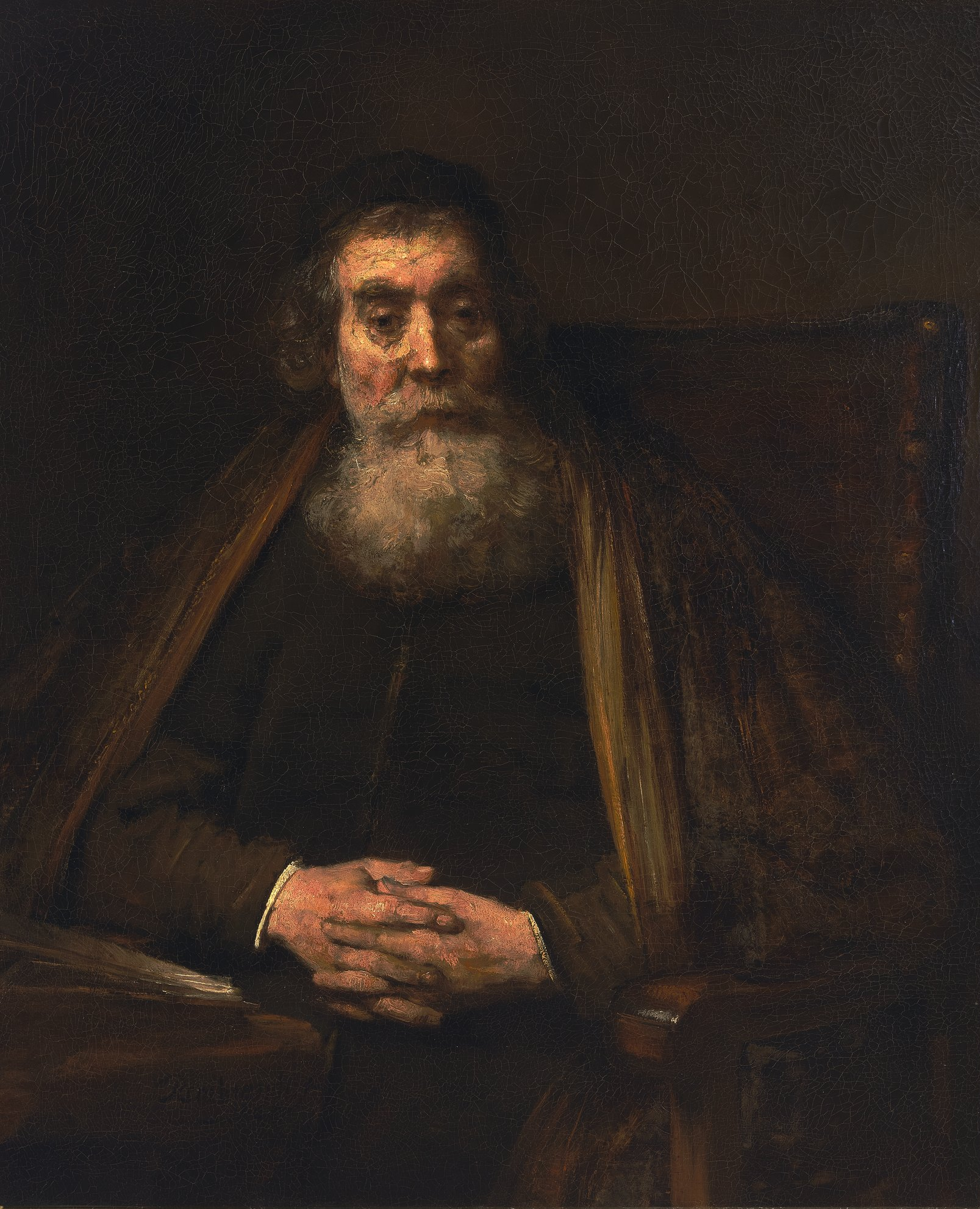
『老人の肖像』(1665年頃、レンブラント・ファン・レイン)
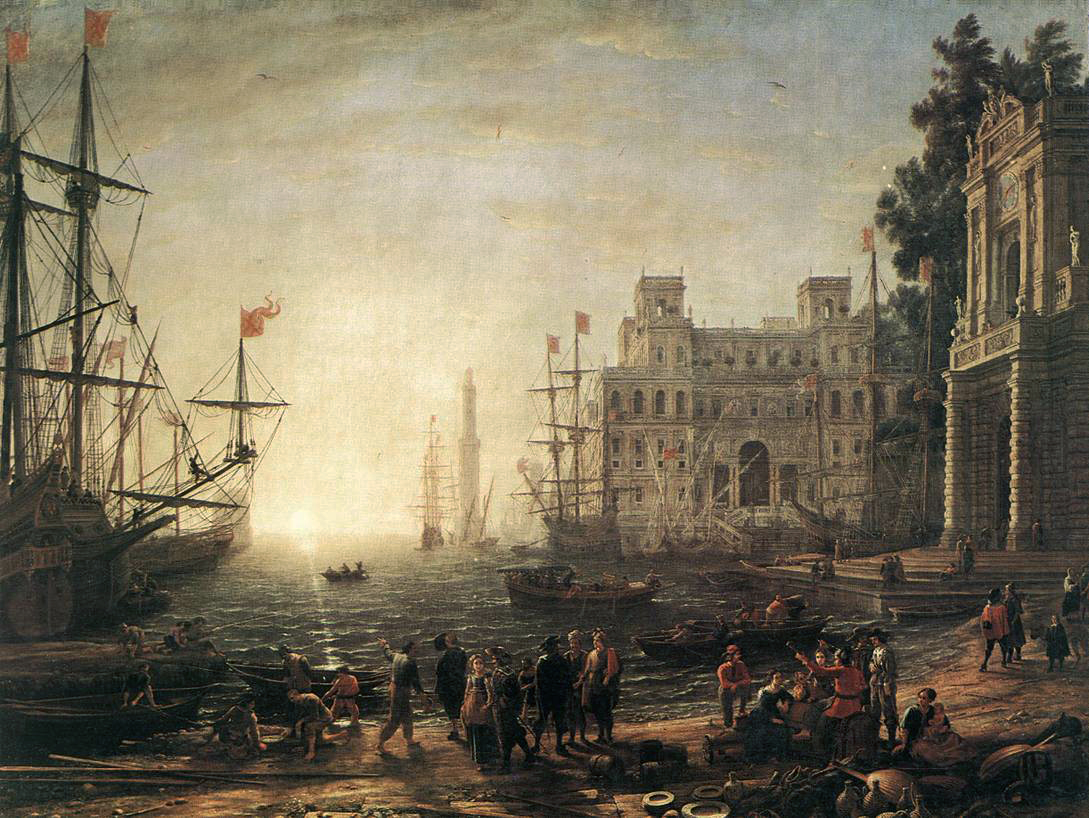
『ヴィラ・メディチのある港』 (1637年、クロード・ロラン)
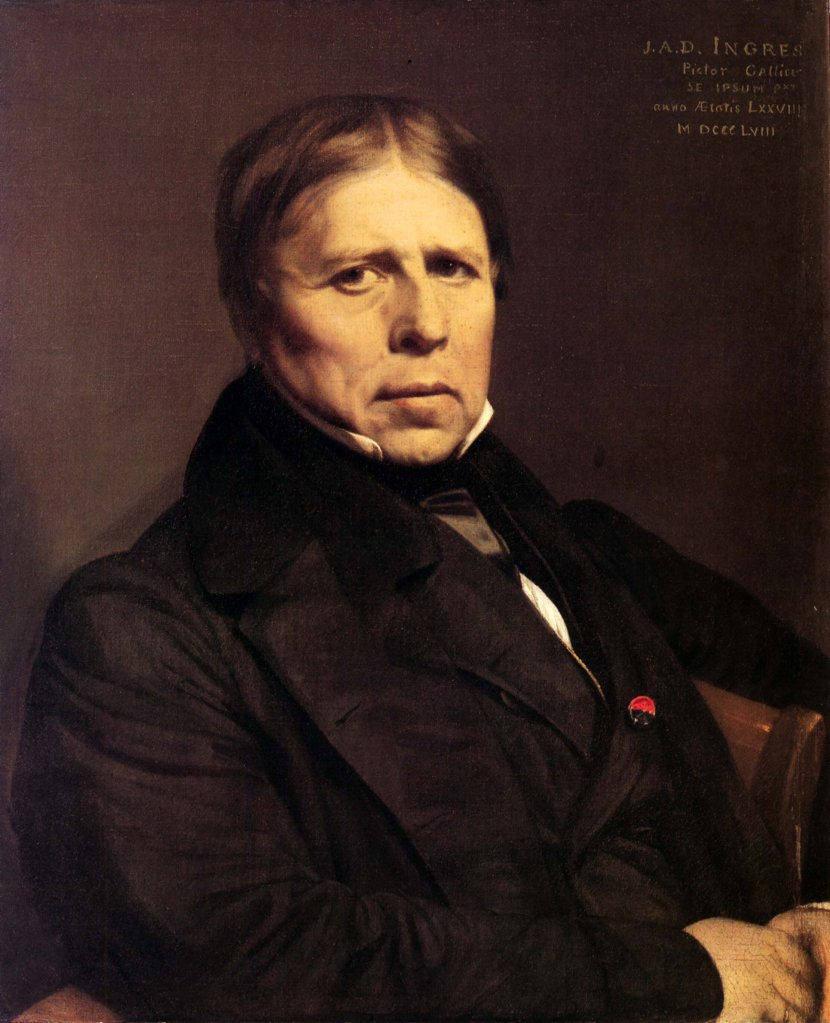
『自画像』(1858年、ドミニク・アングル)

## 観光情報
- フィレンツェ・サンタ・マリア・ノヴェッラ駅より徒歩で約20分、駅からのバスもある
- 料金 ピークシーズン（3月1日 - 10月31日）：20EUR、ローシーズン（11月1日 - 2月28日）12EUR

事前にインターネット予約（追加で4EUR）がおすすめされている
- 休館日は月曜、1月1日、5月1日、12月25日
- 毎月第1日曜は、無料で入場できる
- 音声ガイド貸出時にはパスポートを預ける必要がある。言語はイタリア語 / 英語 / フランス語 / ドイツ語 / スペイン語 / 日本語の6か国語。6EUR